# Góry Świętokrzyskie

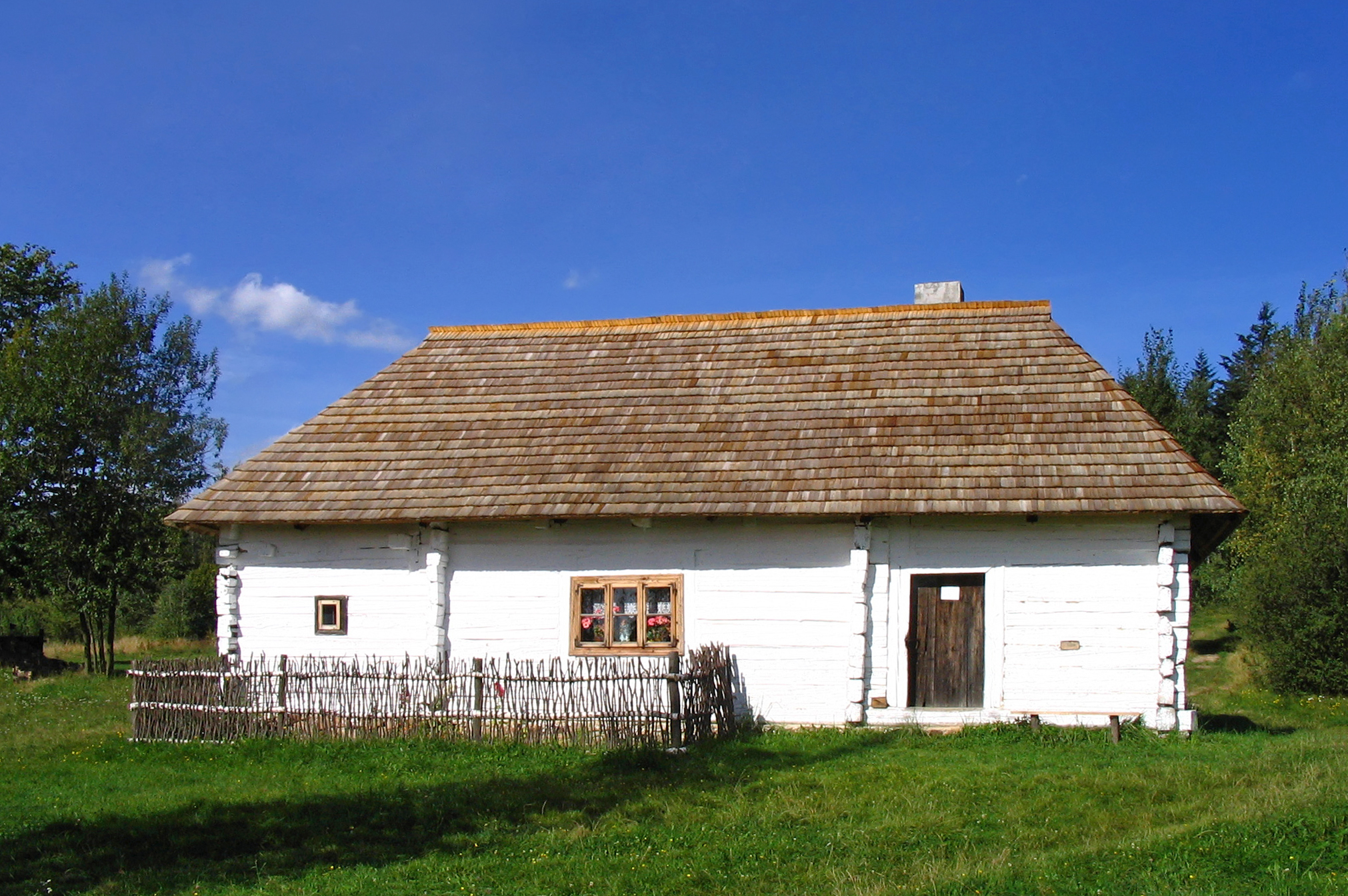
Chata Świętokrzyska w Kakoninie, przy szlaku z Łysicy na Święty Krzyż

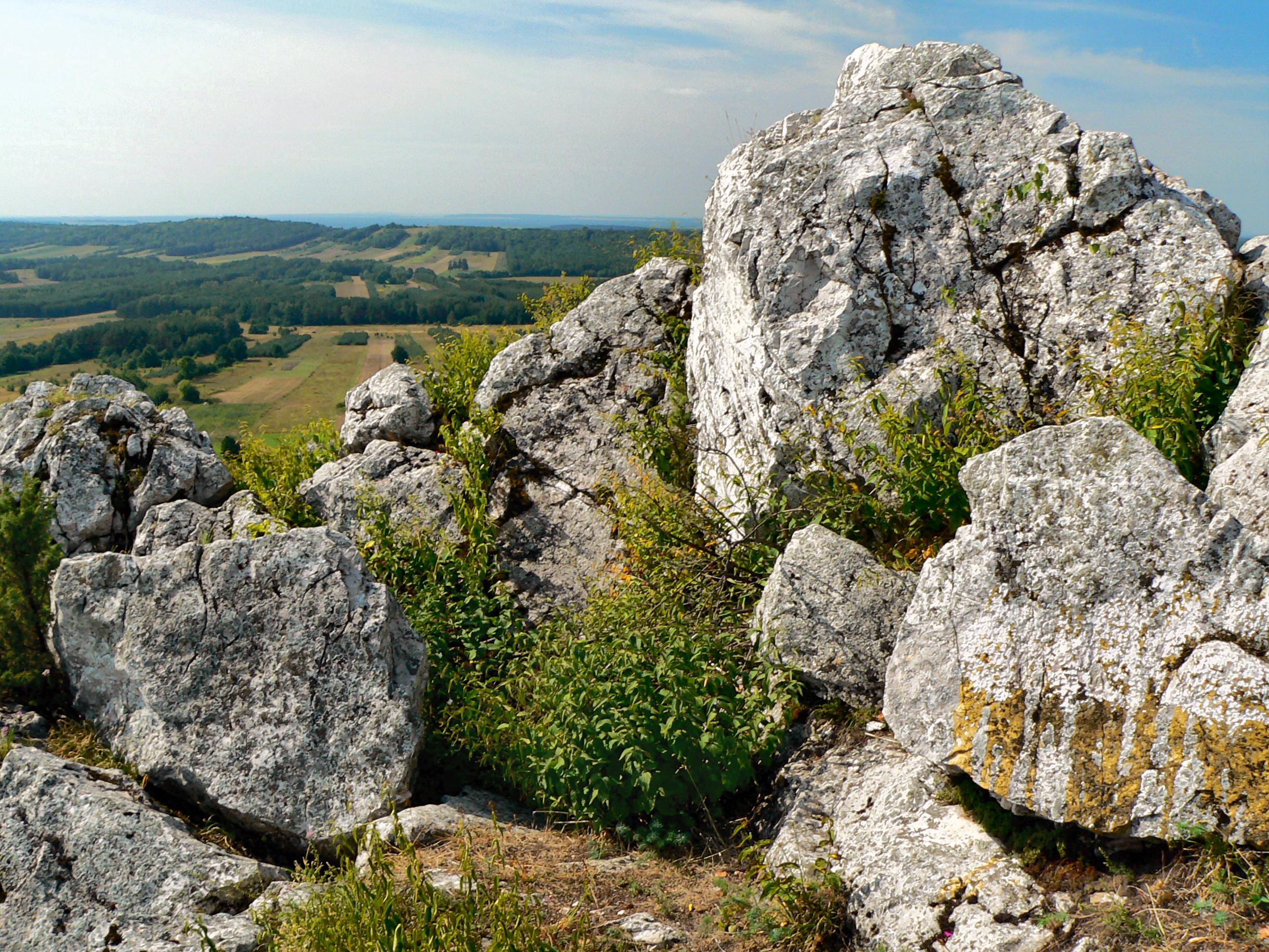
Wapienne skały na szczycie Miedzianki

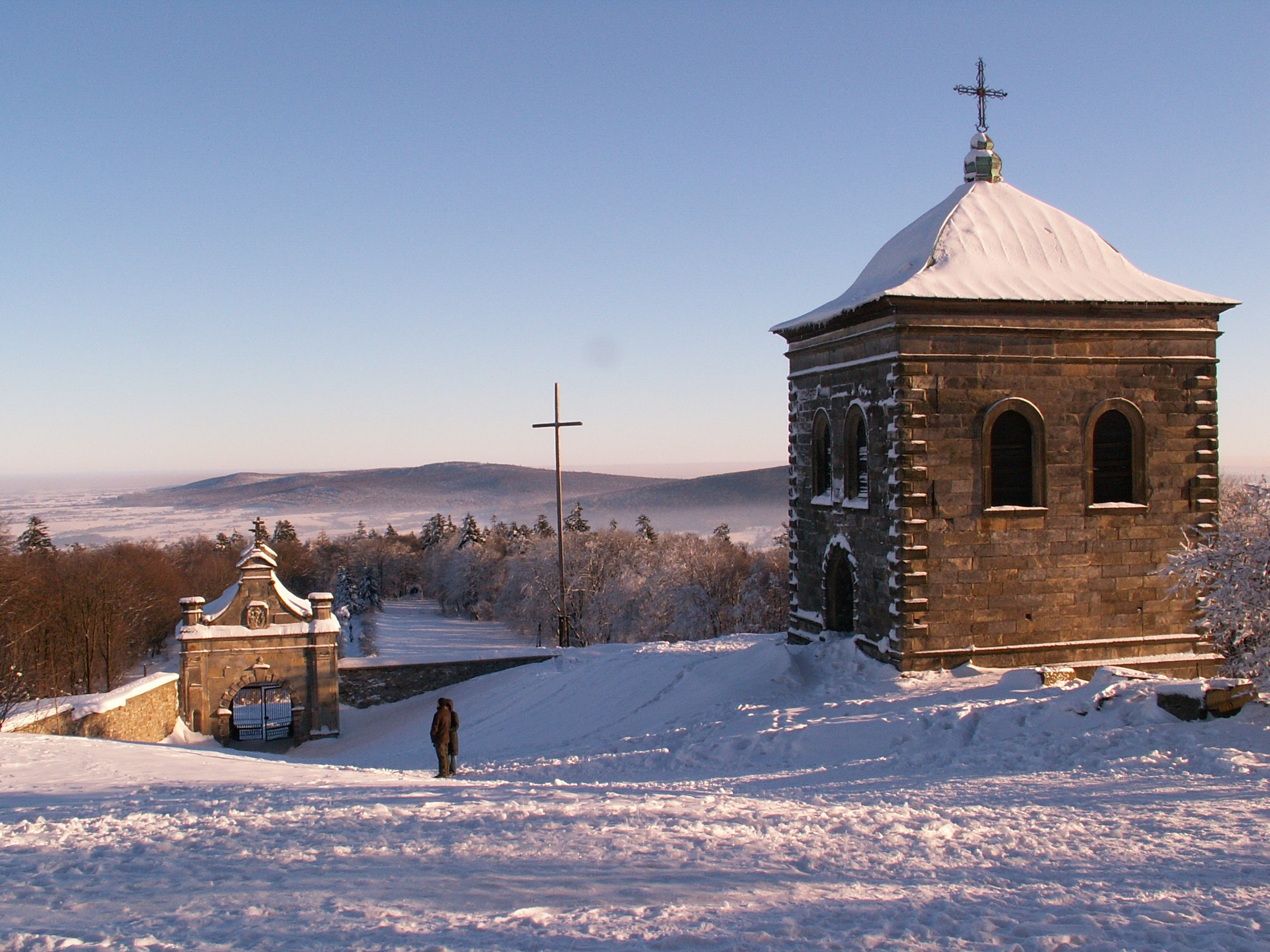
Widok ze Świętego Krzyża na Pasmo Jeleniowskie

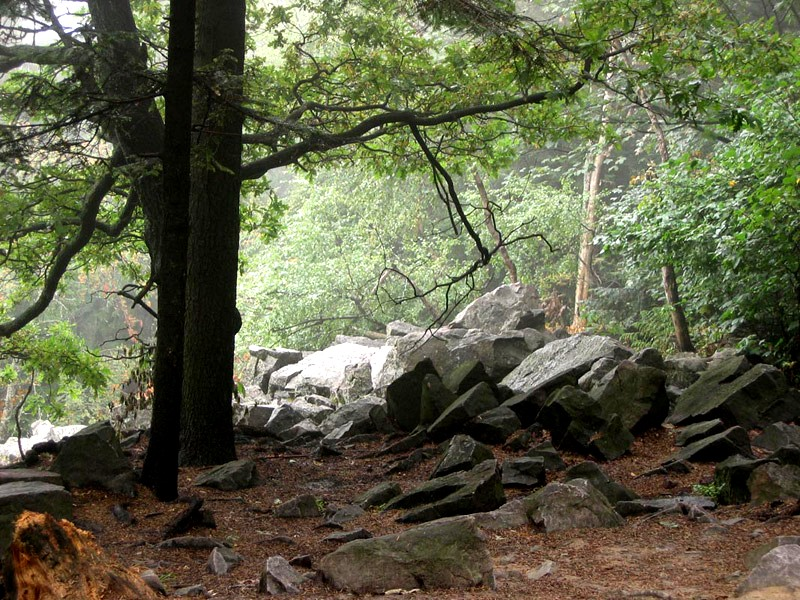
Puszcza Jodłowa

Góry Świętokrzyskie (342.34) – zrębowy, niski łańcuch górski w południowo-wschodniej Polsce, w centralnej części Wyżyny Kieleckiej. Najwyższym szczytem jest Agata (614 m n.p.m.) wschodni wierzchołek Łysicy w paśmie Łysogór. Nazwa gór pochodzi od relikwii Krzyża Świętego przechowywanych w klasztorze na Łysej Górze.
Góry Świętokrzyskie, obok Sudetów, są jednym z najstarszych łańcuchów górskich w Europie . Kilkakrotnie ulegały wypiętrzaniu, niszczeniu i zalewaniu przez morza. Zostały wypiętrzone 500 mln lat temu w kambrze, później w czasie kaledońskich ruchów górotwórczych na granicy syluru i dewonu. Następnie odmłodziły je orogeneza hercyńska (dolny karbon) i ponownie orogeneza alpejska.
Charakterystyczne dla krajobrazu najwyższych partii Gór Świętokrzyskich są strome stoki, głęboko wcięte doliny, skałki ostańcowe i gołoborza . Góry Świętokrzyskie porośnięte są lasami jodłowymi (Puszcza Jodłowa) i bukowymi. Na ich terenie utworzono Świętokrzyski Park Narodowy.
Gospodarczym i turystycznym centrum regionu są Kielce. Do ważniejszych ośrodków turystycznych należą Święta Katarzyna, Nowa Słupia i Bieliny (Huta Szklana i Kakonin).

## Nazewnictwo
„I mnie miłe Gór Świętokrzyskich knieje
Na których wiecznie list się zielenieje,
A z między inszych wyższa pięknym brakiem
Zbawiennym Pańskim uczczona jest znakiem.”
Po raz pierwszy określenie Góry Świętokrzyskie pojawia się w wierszu z 1674 roku wieszcza Wespazjana Kochowskiego (nazwa szczytu Święty Krzyż – Mons S. Crucis, Mons Calvus lub Mons Lysecius używana była już wcześniej – od średniowiecza). Przez następne 200 lat nazwa Góry Świętokrzyskie nie występowała praktycznie w literaturze naukowej i na mapach. Stosowano częściej pojęcie Łysogóry.
Stanisław Staszic stosował określenie Łysogóry dla pasma, które według niego rozciąga się od Pilicy aż po ujście Nidy. „Na długość od Gór Tarnawskich przechodzi w Polesie, i tam zupełnie zniżone ginie”
Jerzy Bogumił Pusch w 1833 roku pisał: „W części kraju, położonej między Wisłą a Pilicą, wznosi się, jak wyspa pośród płaskiej lub pagórkowatej przestrzeni, mały łańcuch gór, nie noszący u swoich żadnego miana, a który ja, ze względu na jego położenie, nazywam Sandomierskim lub Środkowopolskim łańcuchem górskim [Sandomirer oder polnische Mittelgebirge]”
Przez cały XIX i początek XX wieku nazywano Góry Świętokrzyskie również: Góry Sandomierskie, Góry Kielecko-Sandomierskie, Góry Sandomiersko-Kieleckie, Góry Kieleckie, Góry Środkowopolskie.
W 1922 roku Zjazd Geografów w Krakowie uchwalił terminologię regionalną ziem polskich. Ustalono, że tereny pomiędzy Wisłą a Pilicą to Średniogórze Polskie. Geolodzy Jan Czarnocki (1889-1951) i Jan Samsonowicz (1888-1959), konsekwentnie używali jednak określenia aktualnego – Góry Świętokrzyskie i to dzięki ich zabiegom, zostało ono upowszechnione i uznane za właściwe.

## Geologia

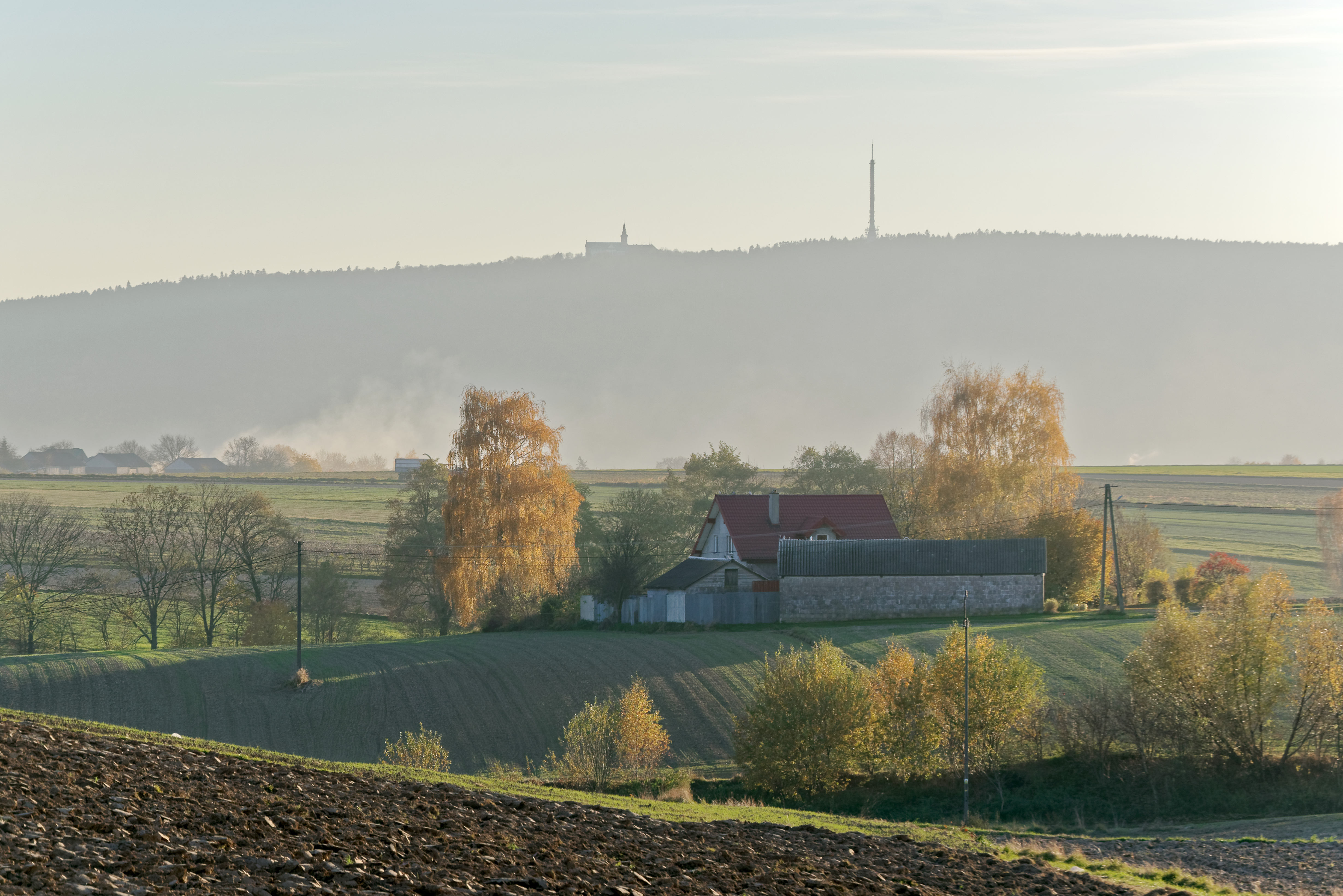
Łysa Góra, widok z Ambrożowa

Góry Świętokrzyskie, z geologicznego punktu widzenia stanowią jeden z najważniejszych obszarów w Europie, w którym na powierzchni Ziemi występują skały osadowe reprezentujące wszystkie okresy geologiczne od prekambru do czwartorzędu. Obszar świętokrzyski jest jedną z najlepiej odsłoniętych jednostek geologicznych położoną w strefie potężnego rozłamu tektonicznego – tzw. szwu transeuropejskiego.
Zasadniczy podział geologiczny Gór Świętokrzyskich jest dwudzielny: wyróżnia się region kielecki i region łysogórski.

### Prekambr i kambr
Trzon Gór Świętokrzyskich, w skład którego wchodzą Łysogóry, zbudowany jest z kwarcytowych piaskowców prekambryjskich, podobnie jak dno Doliny Chęcińskiej oraz południowe pasmo wzniesień ciągnące się od Pasma Zgórskiego po Wygiełzowskie. Zbocza pokryte są gołoborzami powstałymi w czwartorzędzie (plejstocenie) w wyniku wietrzenia fizycznego.
Z początku kambru pochodzą najstarsze skały osadowe znalezione na powierzchni w Górach Świętokrzyskich, tzw. „łupki kotuszowskie”. Kambryjskie piaskowce kwarcytowe należą do najtwardszych i najbardziej zwięzłych skał, które biorą udział w budowie najwyższych pasm w Górach Świętokrzyskich: łysogórskiego i jeleniowskiego, tworząc m.in. gołoborza i skalne granie na Łysicy i Łysej Górze.
Ślady z okresu prekambru i kambru widoczne są w miejscowościach takich jak: Kotuszów, Ociesęki, Kamieniec k/Klimontowa, Jugoszów-Usarzów (ok. 430 okazów skamieniałości trylobitów), rezerwat przyrody Biesak-Białogon, Widełki – Łapigrosz (skamieniały pancerz trylobita), Góra Słowiec (433 m n.p.m., Pasmo Orłowińskie), Brzechów, Wiśniówka Duża (mułowce w kamieniołomie), Ameliówka (naturalne odsłonięcia w dolinie Lubrzanki i jej dopływach), Łysa Góra.

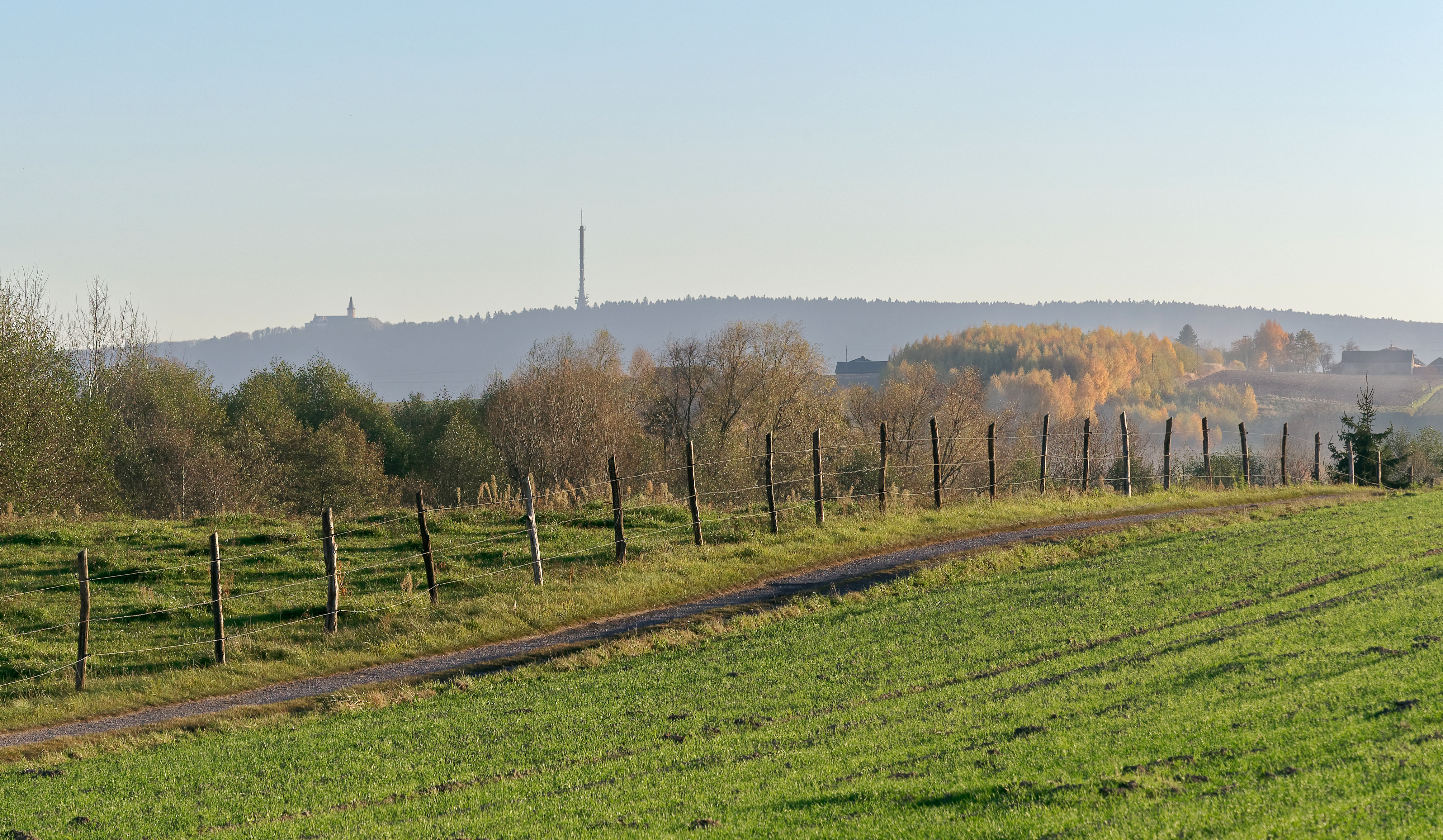
Pola w Świętomarzy

### Ordowik i sylur
Z ordowiku oraz syluru pochodzą osady (m.in. łupki szarogłazowe), z których zbudowane jest m.in. dno Doliny Wilkowskiej. Profil skalny ordowiku w Górach Świętokrzyskich zawiera zapis pogłębienia, a następnie spłycenia morza w wyniku globalnego zlodowacenia, które miało miejsce pod koniec tego okresu geologicznego. W profilu skalnym ordowiku w Górach Świętokrzyskich zapisała się aktywność wulkaniczna, w postaci skał piroklastycznych. Globalne ochłodzenie i masowe wymieranie u schyłku ordowiku zapisały się również w świętokrzyskich profilach (m.in. w Mójczy – odciski ramienionogów, wapienie ordowiku górnego).
Sylur w Górach Świętokrzyskich składa się niemal wyłącznie ze skał pochodzenia morskiego mało odpornych na procesy wietrzenia i erozji, co sprawia, że nie jest zbyt dobrze odsłonięty na powierzchni terenu. Ciemno zabarwione iłowce syluru występują w Górach Świętokrzyskich pod grubym nadkładem młodszych skał osadowych – miejscami zawierają one złoża gazu łupkowego. Pod koniec syluru skały z południowej części Gór Świętokrzyskich zostały wydźwignięte w pasmo górskie.

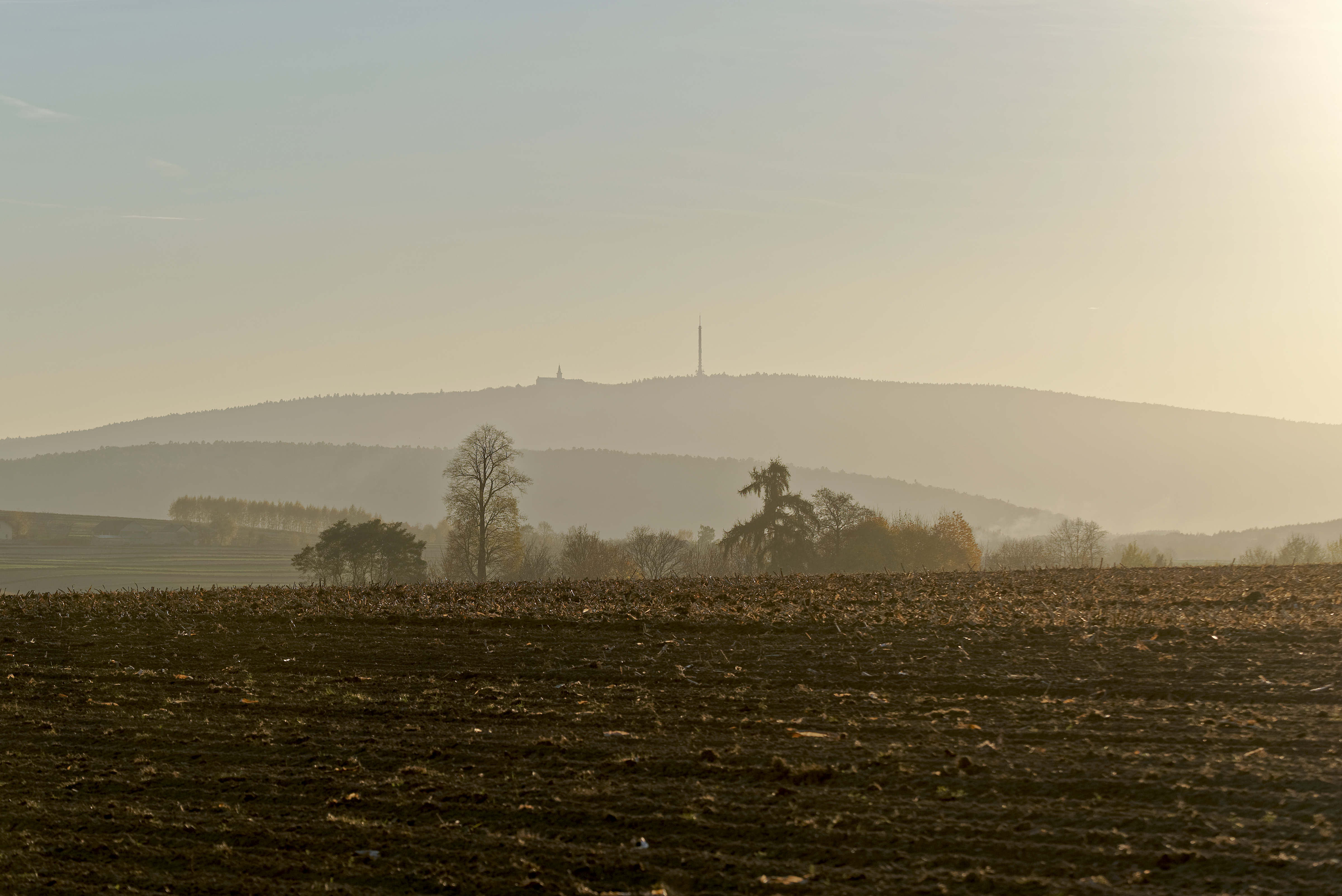
Łysa Góra w Górach Świętokrzyskich, widok z Boleszyna

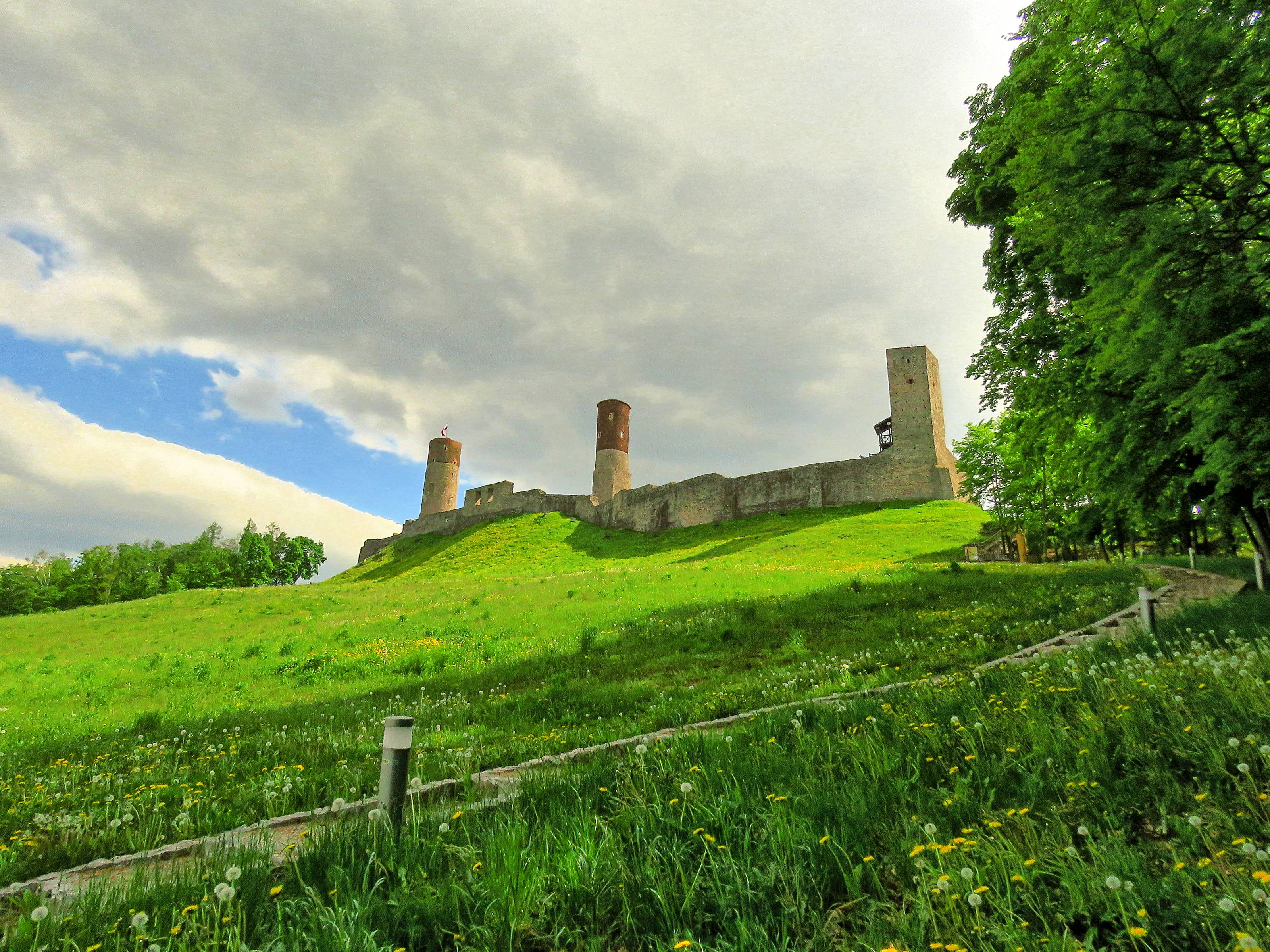
Zamek w Chęcinach

Ślady z okresu ordowiku i syluru widoczne są m.in. w miejscowościach takich jak: Biesak-Białogon (profil piaskowców, mułowców i bentonitów w ścianie nieczynnego kamieniołomu), Mójcza (nieczynny łomik), Bukówka, Bardo-Wąwóz Prągowiec (wychodnia iłowców, mułowców i szarogłazów syluru dolnego w dolinie potoku Kierdonka), Rzepin (tzw. warstwy rzepińskie)

### Dewon

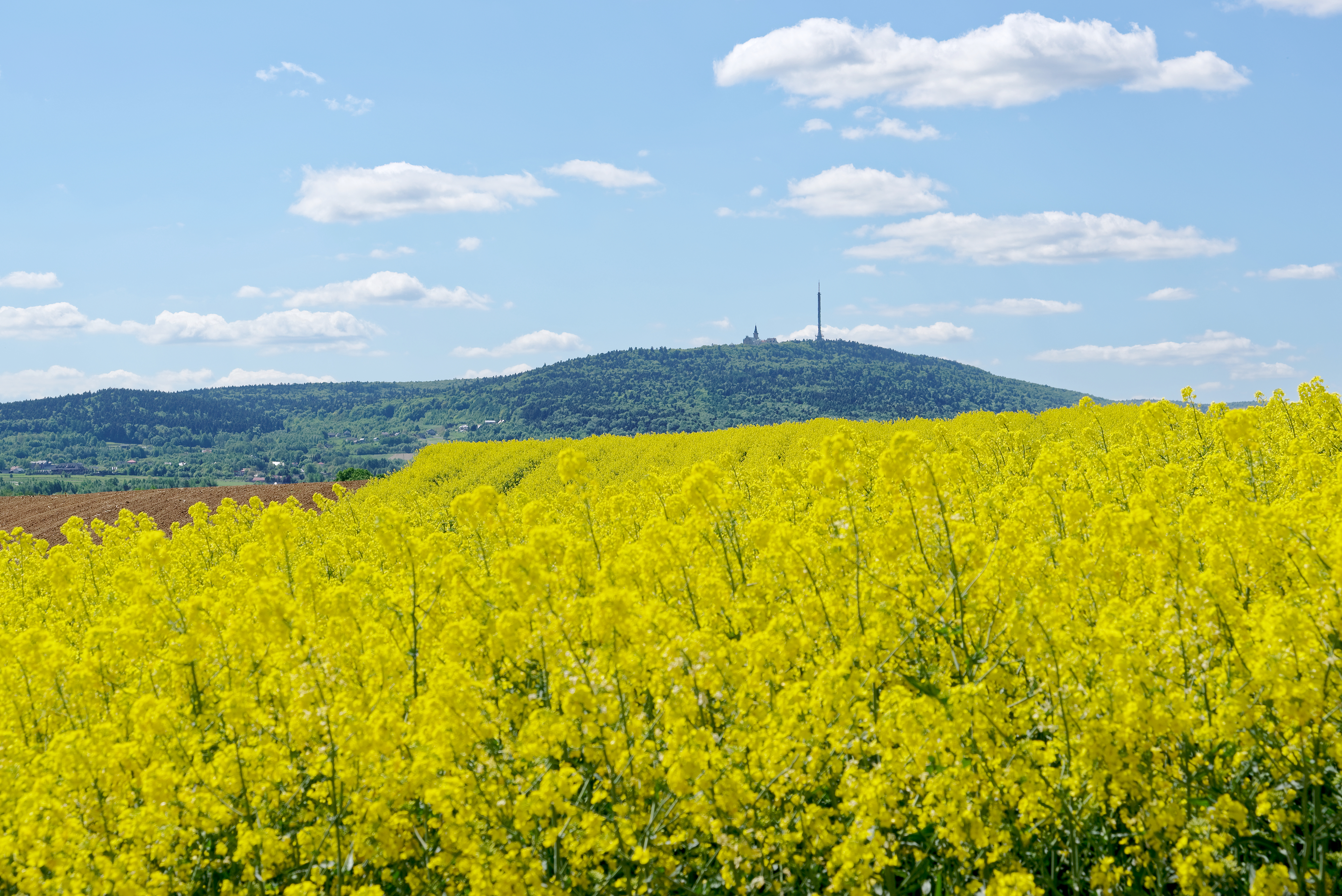
Okolice Nowej Słupi

Zapis dewonu świętokrzyskiego rozpoczyna się osadami lądowymi i płytkomorskimi (tzw. old red), w którym widoczne są odciski skamieniałości bezszczękowców, ryb oraz ramienionogów. W dolomitach dewonu środkowego z Zachełmia k/Kielc znaleziono najstarszy na świecie zapis wyjścia czworonogów z morza na ląd. Grube pokłady wapieni z liczną fauną gąbek, koralowców i innych bezkręgowców morskich, budujące m.in. Pasmo Kadzielniańskie, Zelejowskie i Chęcińskie, to pamiątki tropikalnego morza sprzed 375 milionów lat, w którym tworzyły się budowle zbliżone do współczesnych raf tropikalnych.
Ślady z okresu dewonu widoczne są m.in. w takich miejscach, jak: Rezerwat Wietrznia, Bukowa Góra (ściana kamieniołomu), Bolechowice (wapień bolechowicki ze skamieniałymi szczątkami gąbek i małży), Ostrówka (skamieniałe głowonogi zachowane w wapieniu bitumicznym).

### Karbon

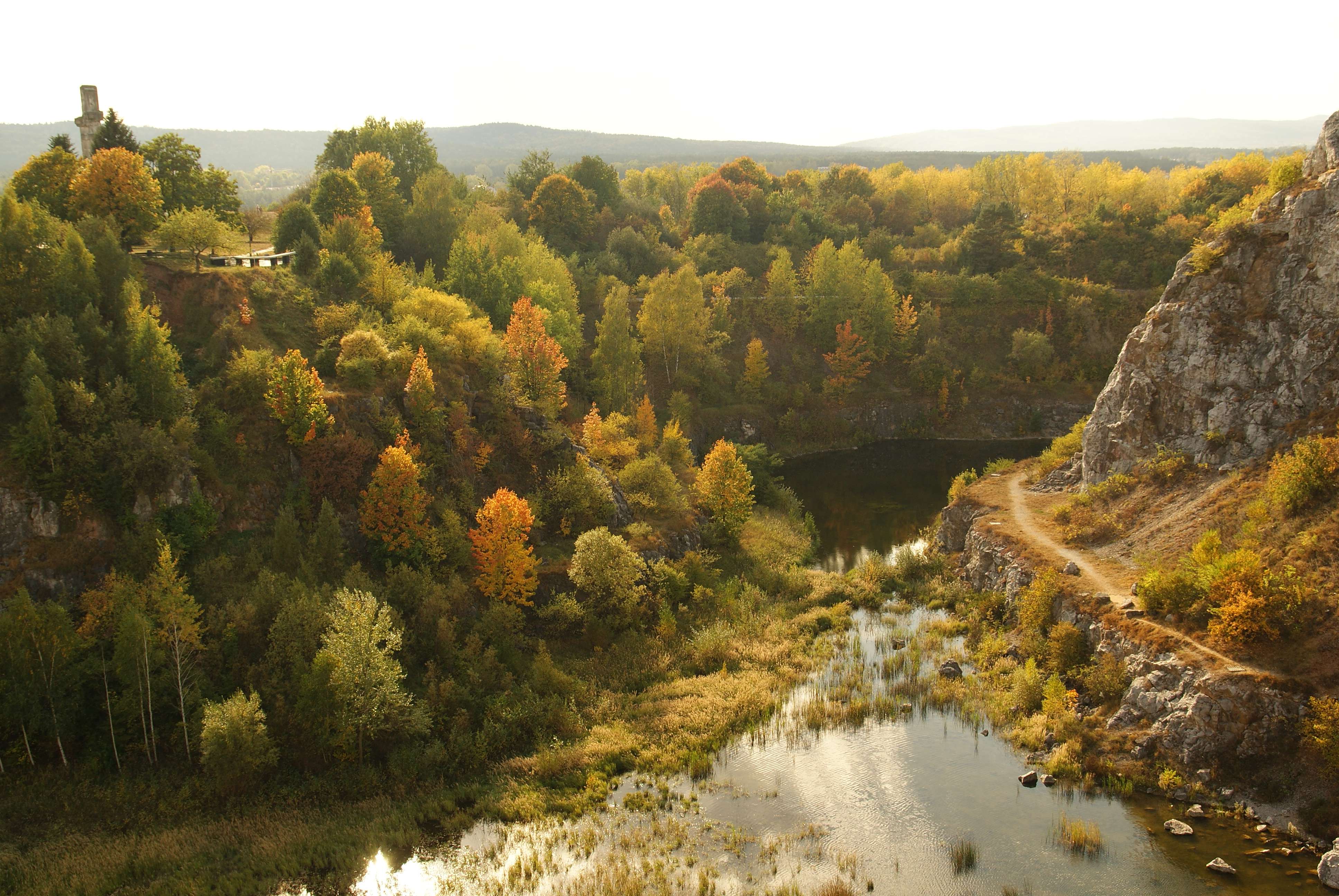
Rezerwat Kadzielnia

W okresie karbonu rozpoczyna się nasilenie ruchów górotwórczych, morze ustępuje i powstają pasma górskie Gór Świętokrzyskich. Zapisami tego wydarzenia w profilach geologicznych Gór Świętokrzyskich są luki stratygraficzne oraz deformacje skał w postaci uskoków i fałdów (m.in. fałd ślichowicki). W czasie ruchów górotwórczych tworzyły się mniejsze i większe uskoki i dyslokacje, a także związane z nimi złoża minerałów (m.in. uskok łysogórski i związane z nim złoże pirytu w Rudkach k/Nowej Słupi) czy uskoki przecinające wapienie dewońskie i związane z nimi żyły kalcytu „różanki”. W tym samym czasie, gdy na obszarze dzisiejszych Gór Świętokrzyskich odbywało się wypiętrzanie i tworzył się ląd, na Górnym Śląsku w zapadliskach śródgórskich rozciągały się rozległe, zabagnione puszcze, których dzisiejszą pamiątką są pokłady węgla kamiennego.

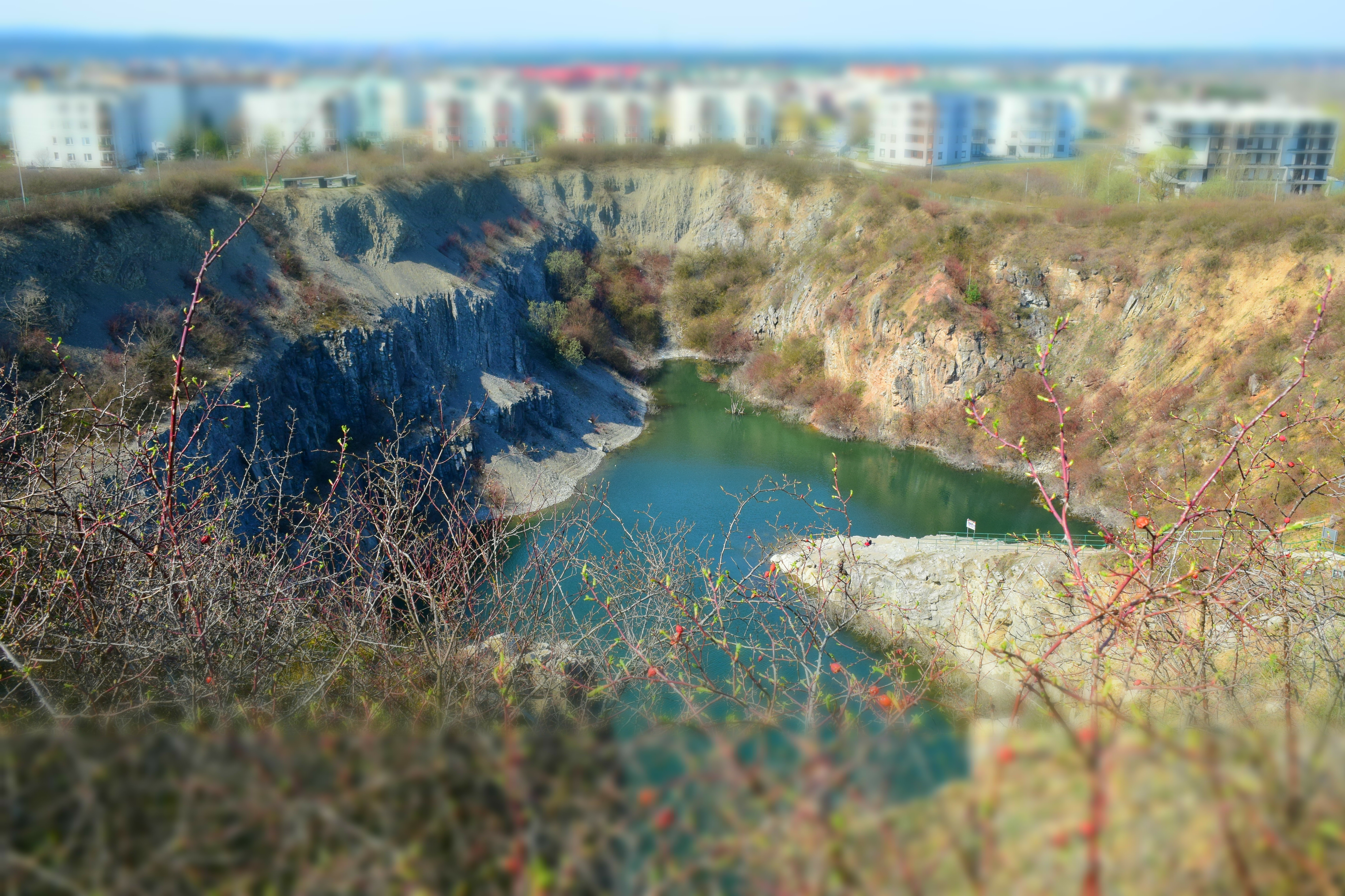
Rezerwat Ślichowice

Przykłady: Bieliny (pomnik przyrody Kamień-Ławki – wychodnie skalne), Ostrówka (skamieniałe szczątki liliowców, skamieniała muszla ramienionoga), Kowala (wapienie i margle dewonu górnego i karbonu dolnego), Besówka (ciemnoszare oraz czarne wapienie przepełnione fauną: ramienionogi, ślimaki, małże, małżoraczki, trylobity, ryby pancerne ze świetnie zachowaną tkanką kostną, a przede wszystkim głowonogi)

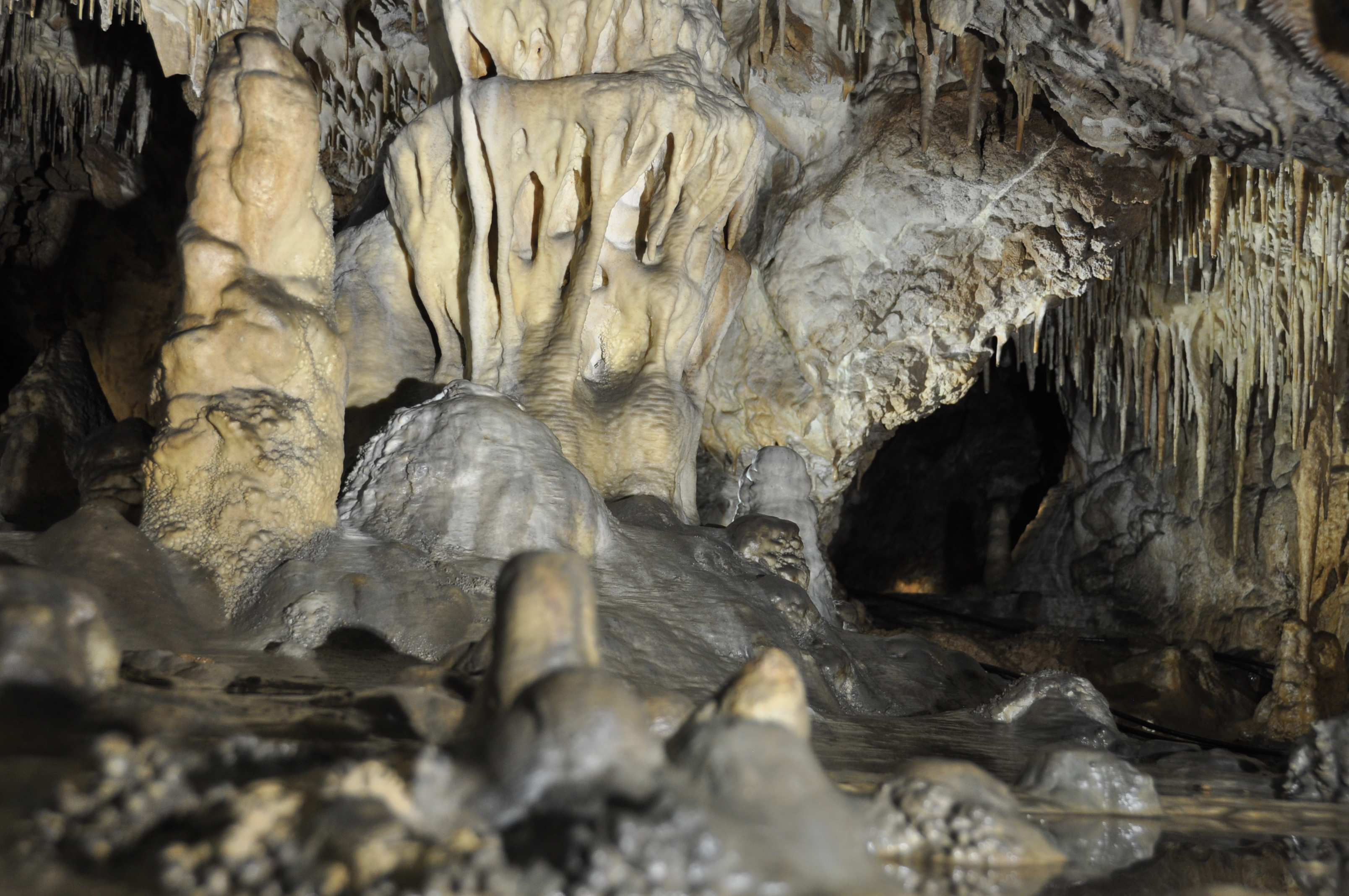
Jaskinia Raj

### Perm

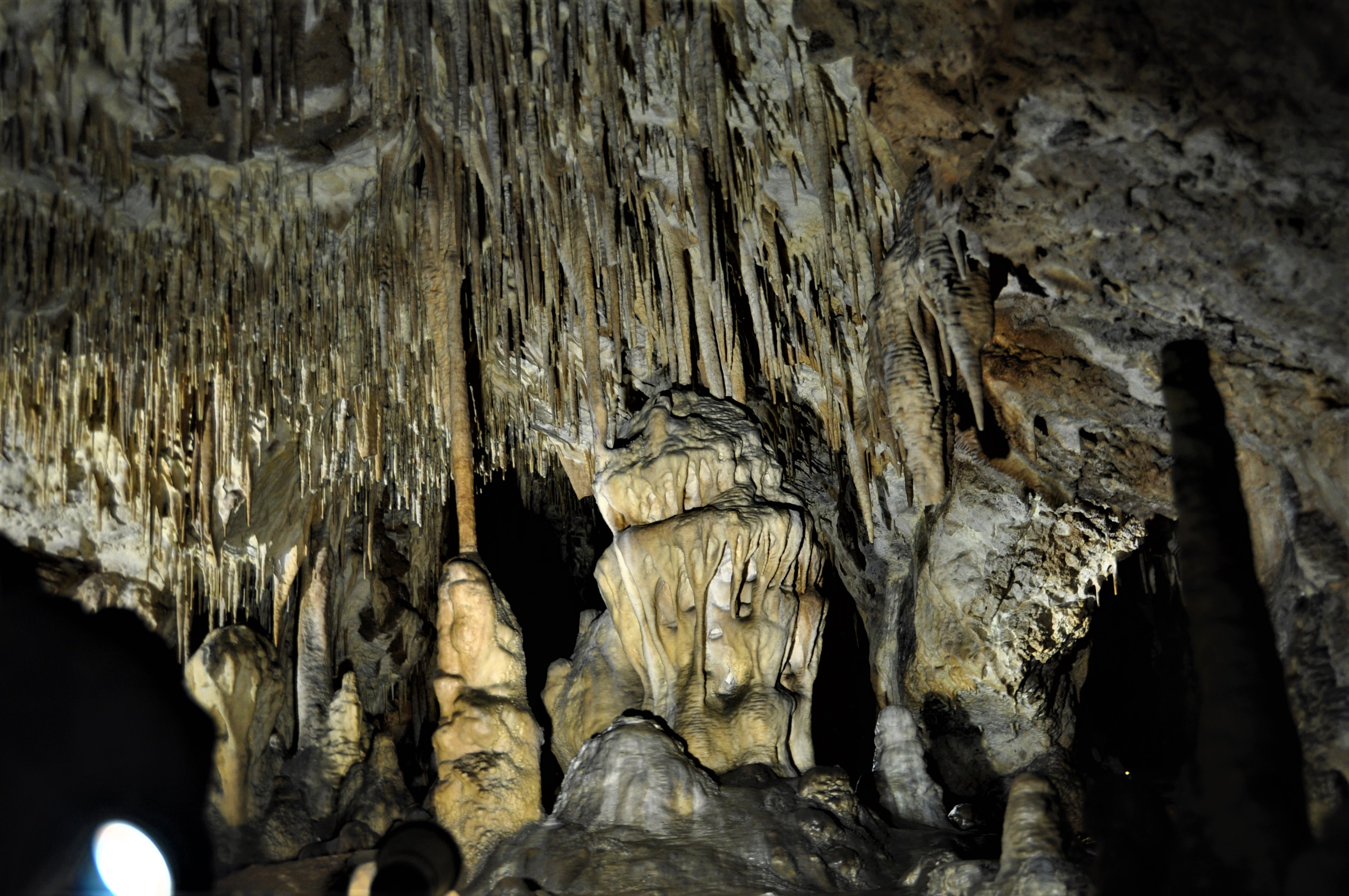
Jaskinia Raj

We wczesnym permie obszar ten pokrywał ląd, którego powierzchnię kształtowały procesy geologiczne (erozja, wietrzenie, procesy krasowe). Po wspomnianym lądzie nie zachowały się żadne pozostałości, poza osadami pochodzącymi z jego niszczenia, które gromadziły się u podnóży zboczy – geologicznymi zapisami tych osadów są brekcje i zlepieńce permskie (m.in. słynny zlepieniec zygmuntowski). Wapienie i margle odsłonięte w rejonie Gałęzic, Niewachlowa i Kajetanowa są geologiczną pamiątką morza, które w późnym permie wkroczyło na ląd rozciągający się na obszarze dzisiejszych Gór Świętokrzyskich. Pod koniec permu, kiedy klimat stawał się bardziej gorący i suchy, a morze intensywnie odparowywało, powstały wielkie złoża gipsów, anhydrytów i soli (skały te rozpoznano również wierceniami na obrzeżu Gór Świętokrzyskich). Geologiczną pamiątką są piaskowce i mułowce z tropami kręgowców, określane jako tzw. facja pstrego piaskowca.
Ślady widoczne są m.in. w: Czerwonej Górze (profil zlepieńców permu górnego i brekcje w nieczynnym kamieniołomie „Zygmuntówka”), Kowali (kamieniołom), Jaworzni, Gałęzicach.

### Trias
Na lądzie i w strefie przybrzeżnej w warunkach gorącego i suchego klimatu gromadziły się czerwone osady, które dały początek czerwonym piaskowcom i mułowcom znanym z obrzeżenia Gór Świętokrzyskich. Słynne „piaskowce tumlińskie” to pamiątka wydm i okresowych rzek. Z piaskowców Gór Świętokrzyskich znane są najstarsze na świecie tropy pierwszych dinozaurów. Morze, które wkroczyło w środkowym triasie na obszar dzisiejszych Gór Świętokrzyskich zostawiło po sobie geologiczną pamiątkę w postaci wapieni przepełnionych skamieniałymi muszlami (m.in. ramienionogów, małży i ślimaków) – stąd wzięło się określenie „wapień muszlowy”. Z końcem triasu na obszarze ponownie zagościł ląd, którego geologicznymi pamiątkami są iły, mułowce i piaski odsłonięte w nielicznych profilach w północno-zachodnim obrzeżeniu Gór Świętokrzyskich.
Ślady widoczne w: Gostków k. Bliżyna (skamieniałe muszle i małże), Szkucin (cegielnia), Gostków, Pałęgi, Sosnowica

### Jura i kreda
Obszary lądowe z rzekami i bagniskami porośnięte przez roślinność tropikalną to typowy krajobraz Gór Świętokrzyskich we wczesnej jurze, około 200 mln lat temu (zapisami tych środowisk są piaskowce i mułowce ze szczątki flory i tropami dinozaurów oraz ciemne iły). W czasie środkowej jury następuje wkroczenie (transgresja) morza na obszar lądowy tzw. „potop” jurajski. W późnej jurze obszar świętokrzyski w dalszym ciągu stanowi fragment zbiornika morskiego, który stale ulega pogłębianiu (zapis w postaci śladów amonitów i belemnitów), następnie spłyceniu (zapis w postaci wapieni koralowcowych i oolitowych) i ponownemu pogłębieniu (muszlowce ostrygowe i osady ilasto-marlgiste). Przykłady: Rezerwat Gagaty Sołtykowskie (tropy dinozaura drapieżnego, profil piaskowców i iłów), Gnieździska, Małogoszcz (muszle ostryg).

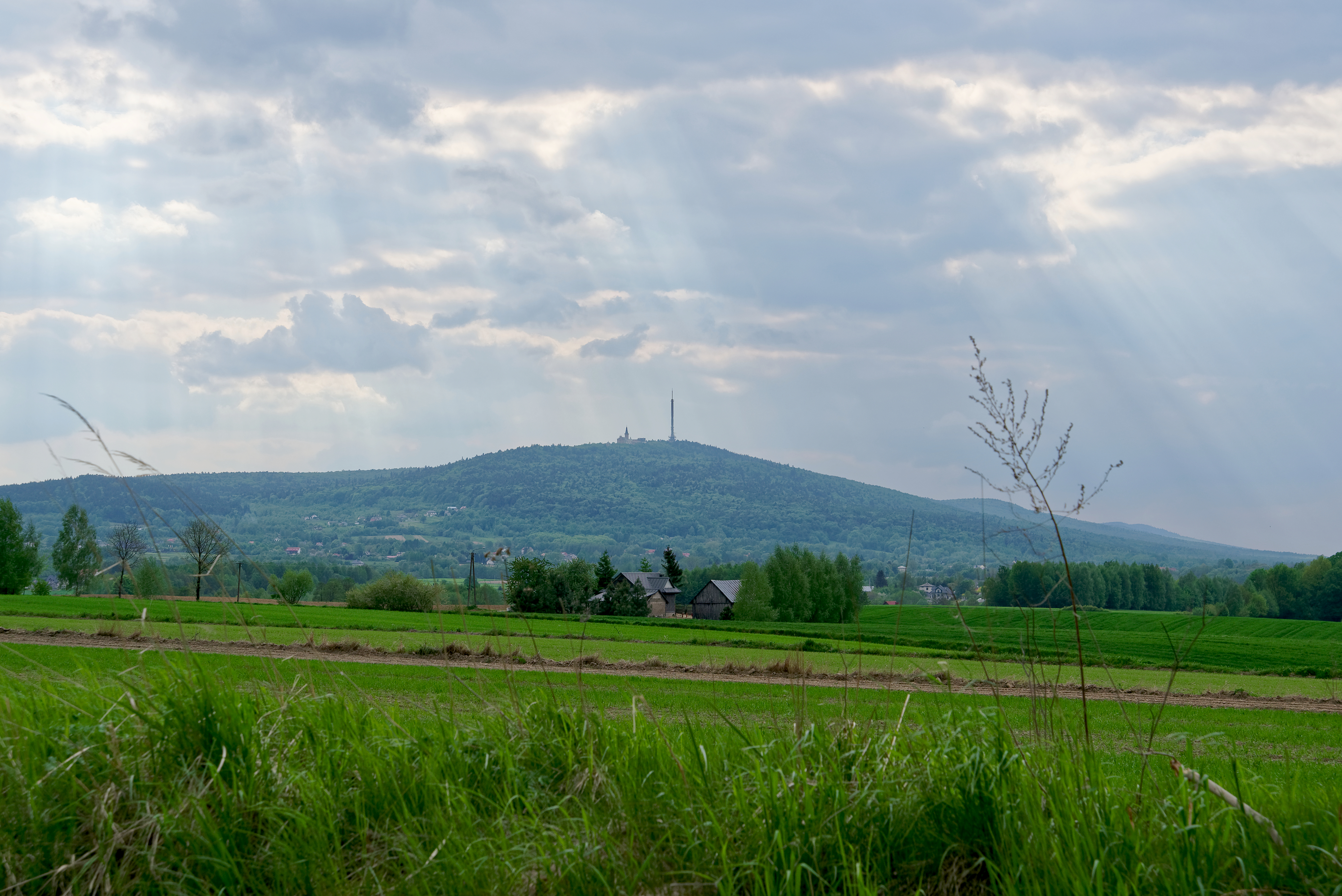
Święty Krzyż (Łysa Góra), widok ze wschodu

Wapienie, margle i opoki kredy górnej odsłaniające się na obrzeżeniu Gór Świętokrzyskich zawierają bogatą faunę bezkręgowców morskich w postaci skamieniałych szczątków małży, amonitów czy jeżowców, oraz unikatowe szczątki ryb i dużych gadów morskich (rekinów, płaszczek, ichtiozaurów, pliozaurów). Na przełomie kredy i paleogenu obszar dzisiejszych Gór Świętokrzyskich ulega wydźwignięciu, a powstałe pasma górskie podlegają wietrzeniu i erozji.

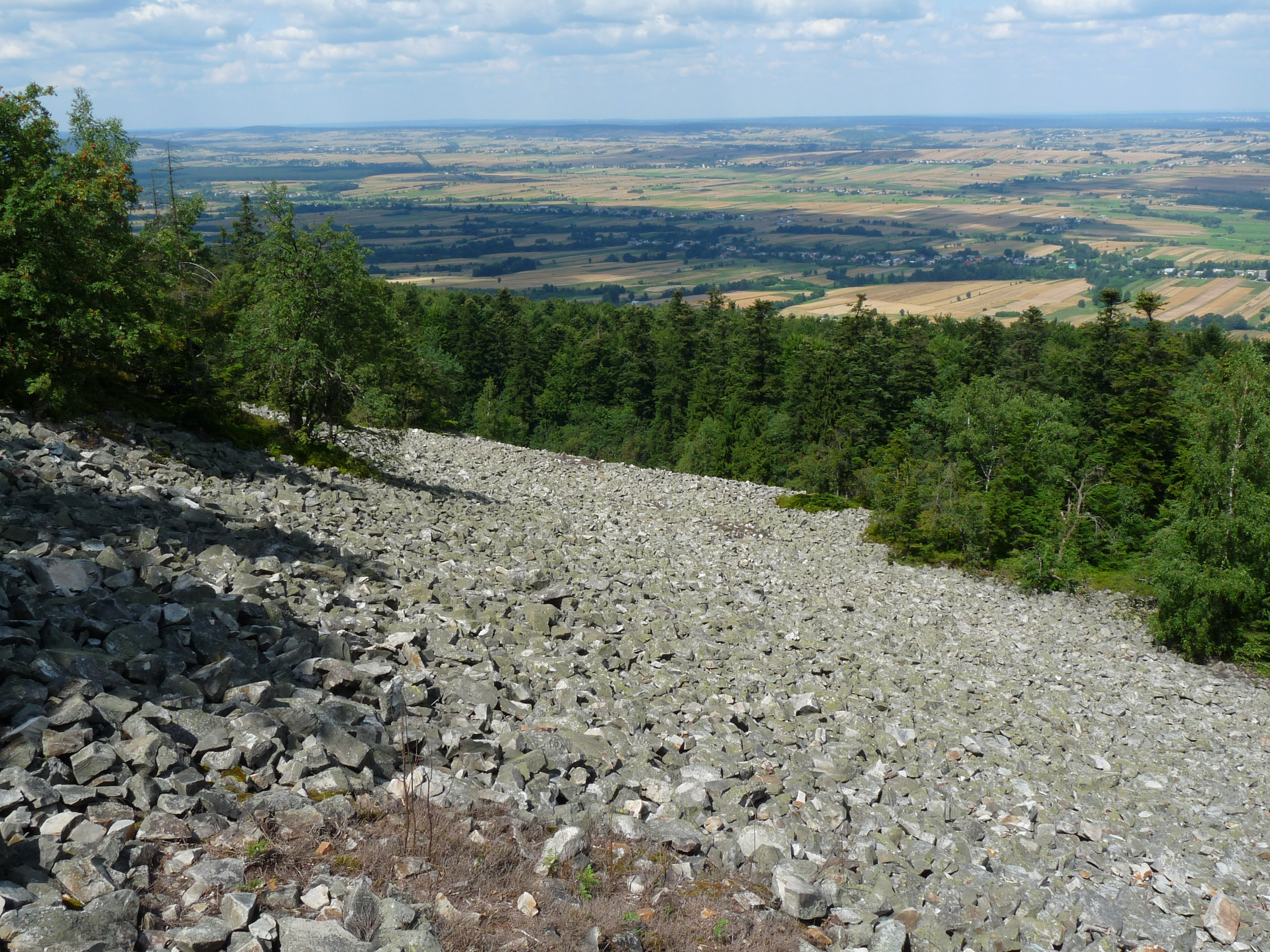
Gołoborze na Łysej Górze

### Paleogen
W czasie paleogenu na obszarze świętokrzyskim dominowały procesy erozji i denudacji, które doprowadziły do usunięcia grubej pokrywy osadów mezozoicznych (trias, jura, kreda) i odsłonięcia tzw. trzonu paleozoicznego Gór Świętokrzyskich, zbudowanego ze skał od kambru do permu. W warunkach klimatu gorącego skały budujące Góry Świętokrzyskie podlegają intensywnemu wietrzeniu chemicznemu (w tym krasowieniu), czego pamiątką są leje krasowe wypełnione osadami ilasto-piaszczystymi.
Na obszarze Gór Świętokrzyskich brak jest wzorcowych profili dokumentujących paleogen. Z tym okresem niewątpliwie związane są: jasne piaski i iły piaszczyste wypełniające niektóre leje krasowe np. w kieleckich dzielnicach Kadzielnia czy Czarnów.

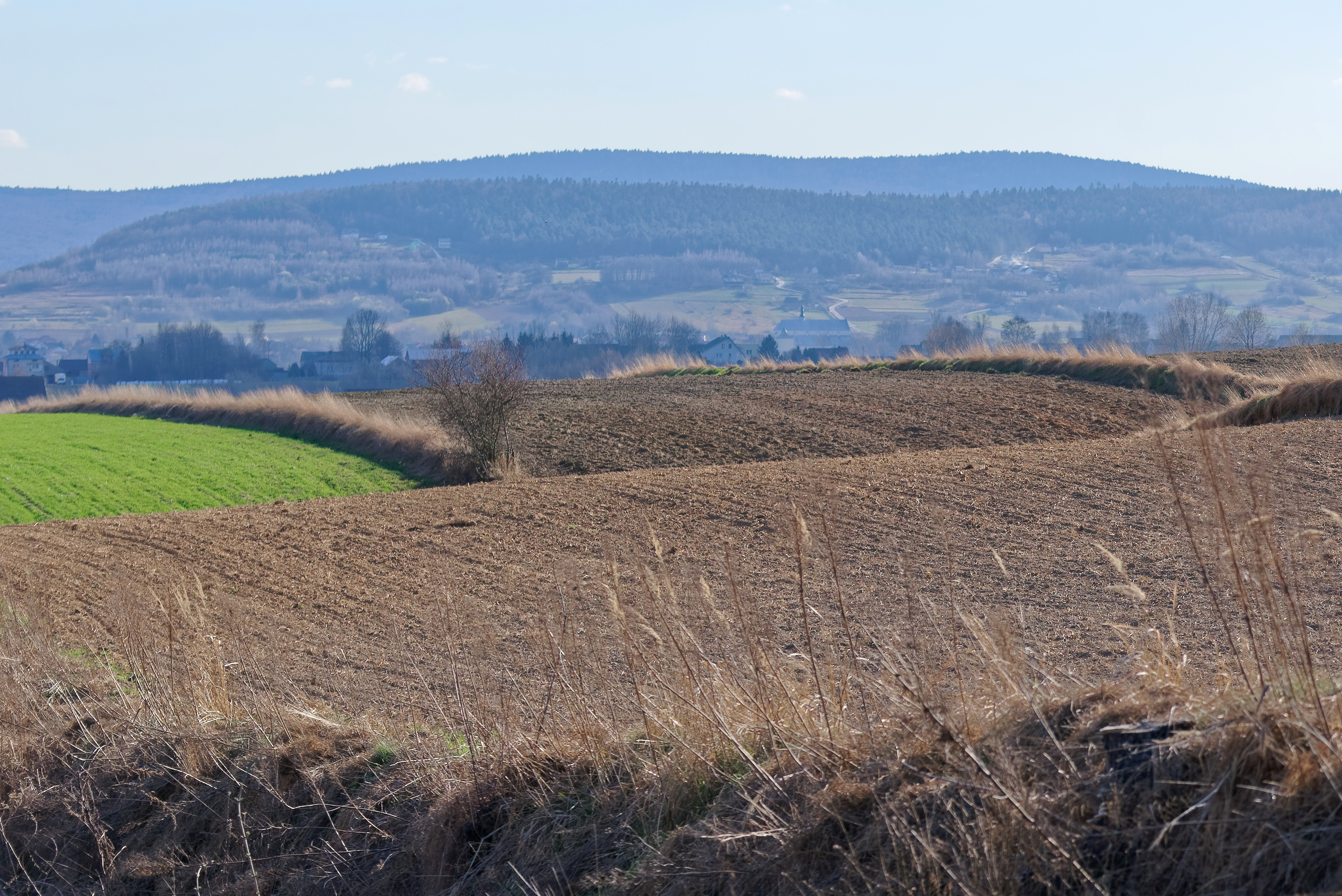
Widok na Bodzentyn

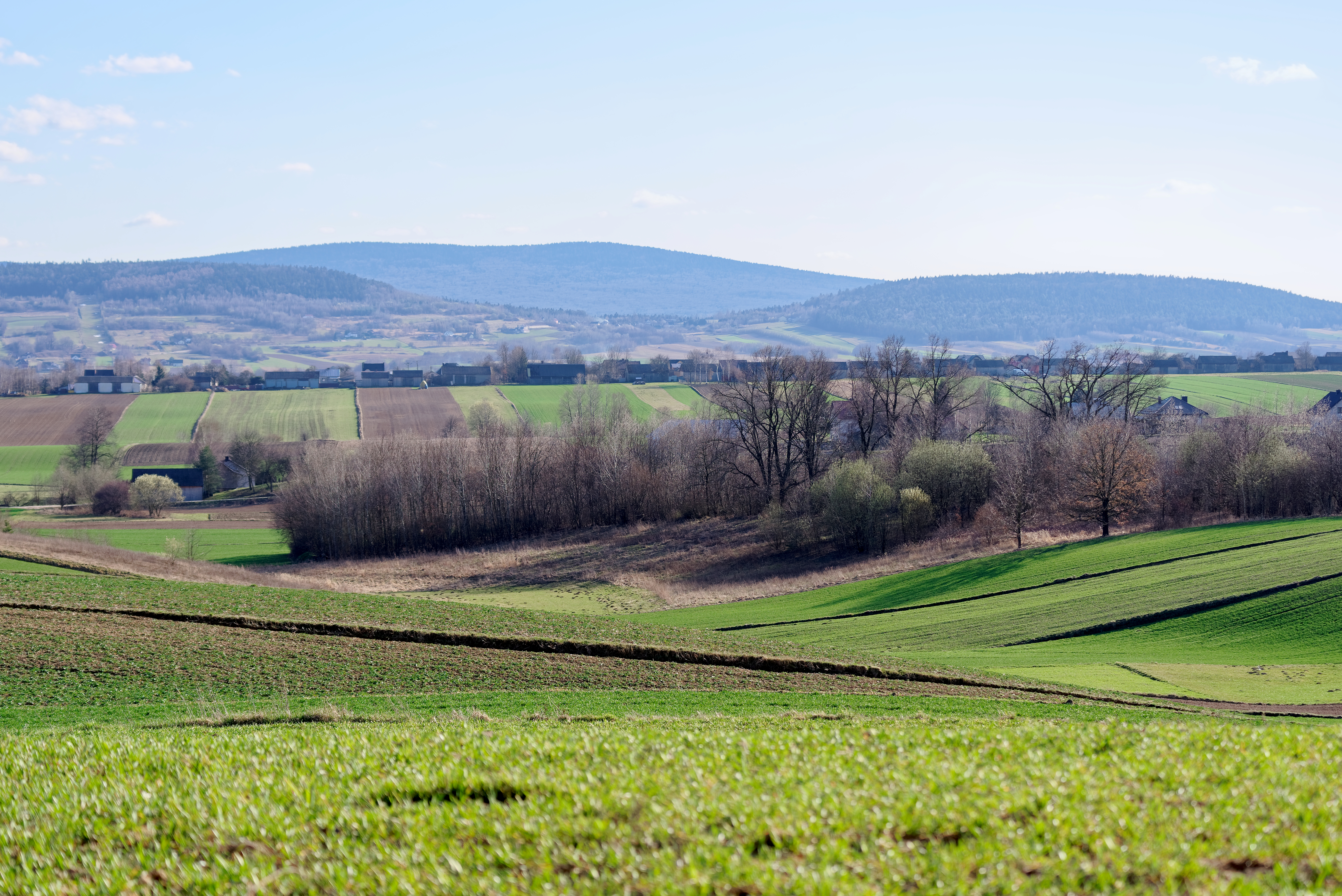
Pasmo Łysogórskie widziane spod Góry Sieradowskiej

### Neogen

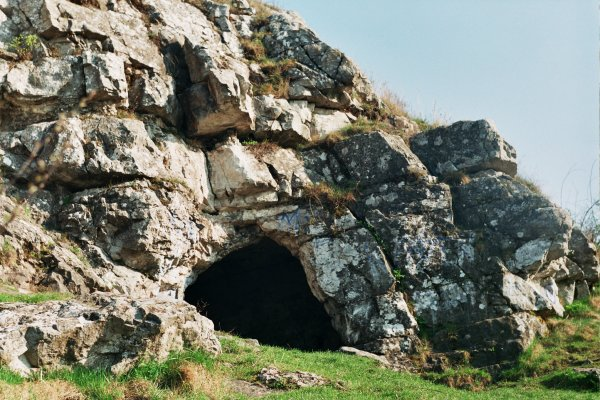
Jaskinia Zbójecka w Łagowie

Ocean Tetyda przekształcił się w Morze Śródziemne. Na obszarze Polski w miejscu występowania bagien i lasów wytworzyły się złoża węgla brunatnego, a w miejscach płytkich, parujących mórz duże złoża gipsów, siarki i soli; wypiętrzaniu ulegają Alpy i Karpaty. Morze, które na początku neogenu (w miocenie) wkroczyło na obszar dzisiejszych Gór Świętokrzyskich od południa zostawia liczne skalne pamiątki w postaci wapieni detrytycznych, iłów, gipsów oraz soli np. w Borkowie. Jedną z geologicznych pamiątek mioceńskiego morza są tzw. „iły korytnickie” przepełnione skamieniałymi muszlami bezkręgowców morskich. W wapieniach z Pińczowa znaleziono unikatowe szczątki wieloryba, który od miejsca znalezienia zyskał nazwę gatunkową Pinocetus polonius.

### Czwartorzęd
Zlodowacenia południowopolskie, które wkraczają na obszar Gór Świętokrzyskich powodują w wielu miejscach zmiany w rzeźbie terenu; po ich ustąpieniu kształtuje się współczesny rys rzeźby Gór Świętokrzyskich. Na przedpolu lądolodu w tzw. strefie peryglacjalnej tworzą się charakterystyczne formy – gołoborza i osady – lessy. W jaskiniach gromadzą się namuliska, jak również tworzą się nacieki.
Ślady widoczne w: Kadzielni (leje krasowe i jaskinie), Jaskini Raj, Gołoborze im. R. Kobendzy (rozległe rumowisko skalne złożone z bloków kambryjskich piaskowców kwarcytowych, które tworzyło się na przedpolu lądolodu), Wąwóz Królowej Jadwigi (odsłonięcie lessów związanych z okresami zlodowaceń w środkowym i późnym plejstocenie).

## Klimat
Klimat Gór Świętokrzyskich znacznie różni się od otaczających regionów. Średnia temperatura roczna jest o około 1–2 °C niższa od temperatury w Warszawie i wynosi 6–7 °C. Średnia suma opadów waha się od 650 do 900 mm rocznie. Najwyższe szczyty pokryte są śniegiem od listopada do kwietnia. Pokrywa śnieżna utrzymuje się średnio 50–90 dni w ciągu roku. Okres wegetacyjny w najwyższych partiach gór jest o dwa tygodnie krótszy niż w Warszawie i wynosi około 200 dni. Podobnie jak w wyższych górach można zaobserwować zjawisko inwersji temperatur – temperatura na nagrzanych stokach górskich może być nawet o 5 °C wyższa niż na dnie dolin, położonych kilkadziesiąt metrów niżej.

## Wody

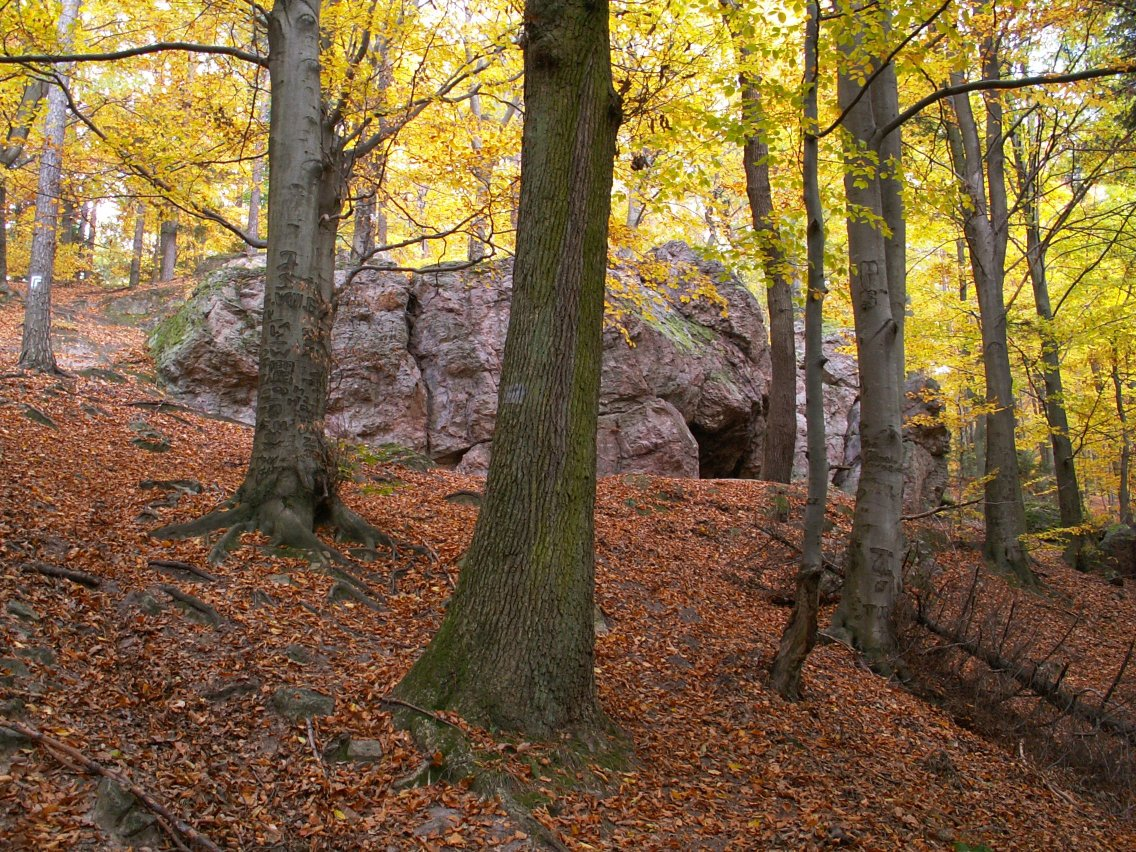
Kamień Michniowski

Teren Gór Świętokrzyskich jest działem wodnym dopływów Wisły. Największy obszar zajmują zlewnie: Kamiennej na północy i Nidy na południu. Część obszaru Gór odwadniana jest ponadto przez Opatówkę, Koprzywiankę, Czarną Staszowską oraz Czarną Konecką (dopływ Pilicy). Sieć wodna jest niezależna od przebiegu pasm oraz budowy geologicznej. Tylko Pasmo Jeleniowskie stanowi dział wód między dorzeczami Kamiennej i Nidy. Główny węzeł hydrograficzny ulokowany jest na północ od Pasma Klonowskiego. 

## Ochrona przyrody

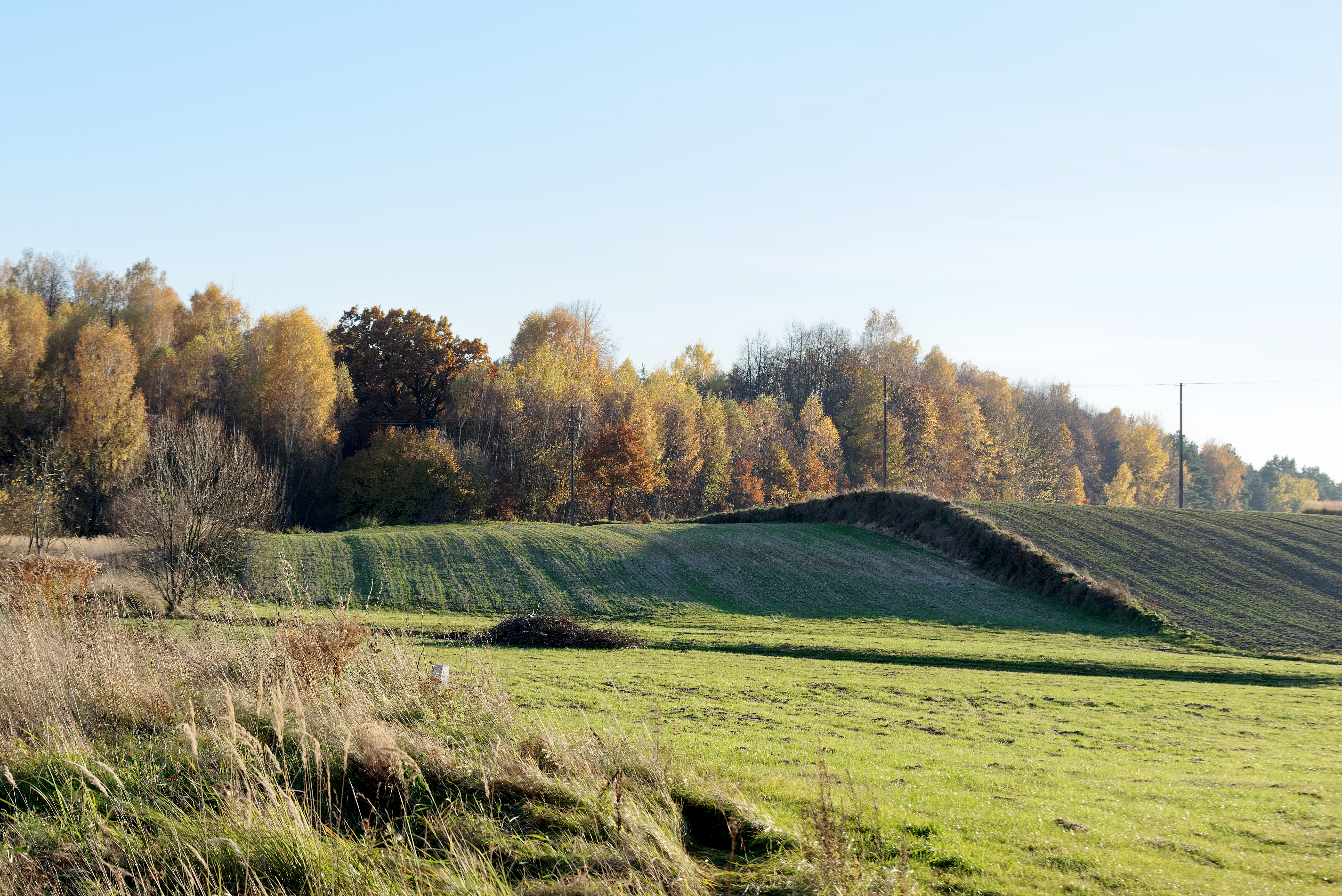
Psary

Celem ochrony unikatowych walorów Gór Świętokrzyskich utworzono na ich terenie park narodowy, 5 parków krajobrazowych, liczne rezerwaty, obszary chronionego krajobrazu i obszary Natura 2000.
- Świętokrzyski Park Narodowy powołany 1 maja 1950 roku (jako trzeci w Polsce po Pienińskim i Białowieskim), zwany „Sanktuarium Jodły”. Pierwotnie w jego granicach znalazło się całe Pasmo Łysogór – z najwyższymi szczytami Łysicą i Łysą Górą – Chełmowa Góra, Miejska Góra, Psarska Góra oraz zalesione tereny szerokiej doliny, ciągnącej się między Łysicą a wschodnim krańcem Pasma Klonowskiego. W latach 50. na terenie ŚPN powstały dwa rezerwaty ścisłe: Czarny Las i Mokry Bór, by chronić tereny wilgotnego boru trzcinnikowego oraz bagiennego. W 1996 roku znacznie powiększono teren parku, włączając w jego obręb dużą część Pasma Klonowskiego, Skarpę Zapusty (okolice Rudek) oraz duże kompleksy leśne w Dolinie Wilkowskiej i Dolinie Dębińskiej. Dzięki temu Świętokrzyski Park Narodowy obejmuje obecnie obszar 7626 ha oraz 20 786 ha otuliny.

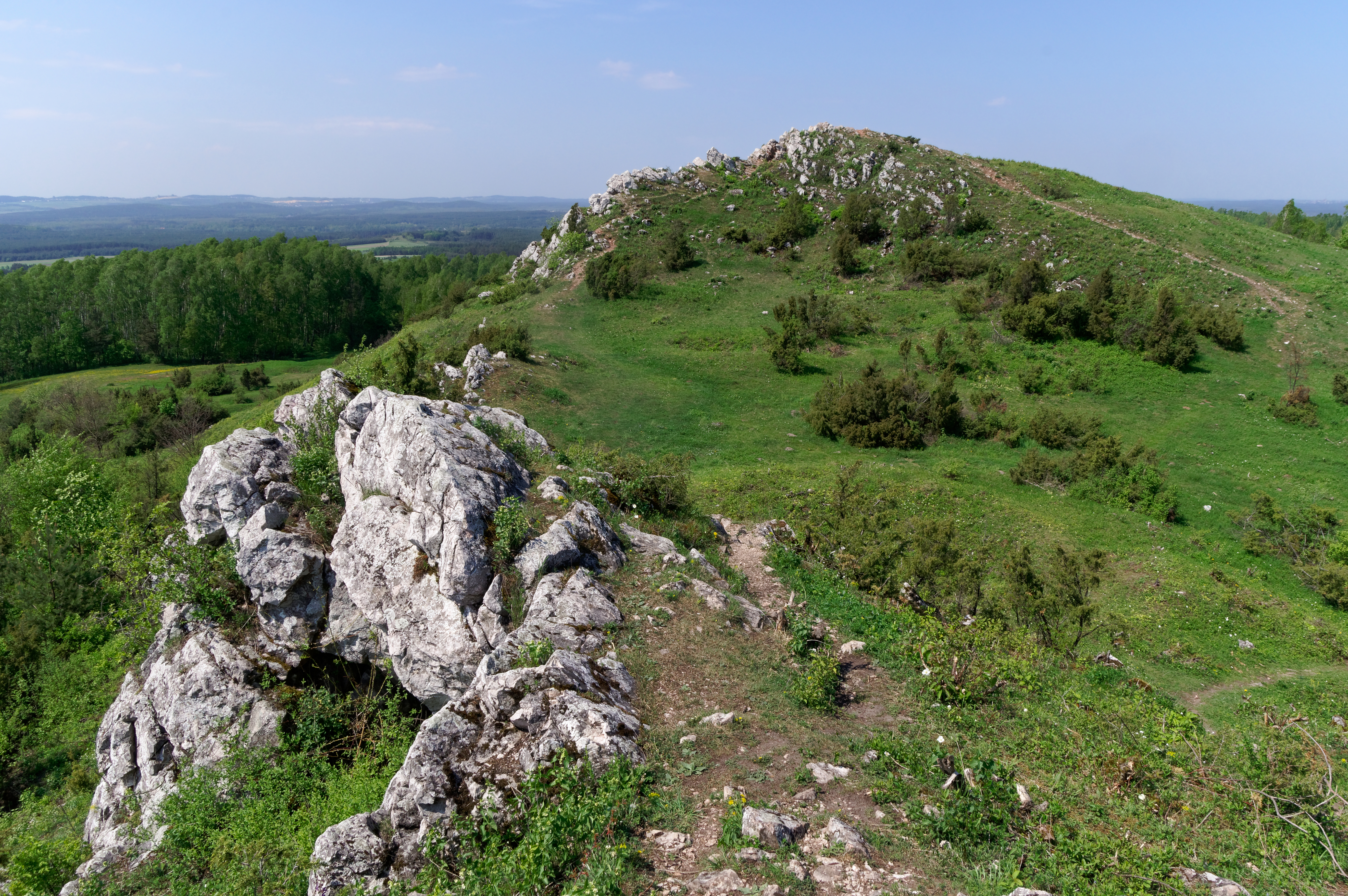
Rezerwat przyrody Góra Miedzianka

- Rezerwat przyrody Góra Miedzianka Parki Krajobrazowe Gór Świętokrzyskich:                                                                                                               
  - Jeleniowski Park Krajobrazowy
  - Cisowsko-Orłowiński Park Krajobrazowy
  - Suchedniowsko-Oblęgorski Park Krajobrazowy
  - Sieradowicki Park Krajobrazowy
  - Chęcińsko-Kielecki Park Krajobrazowy

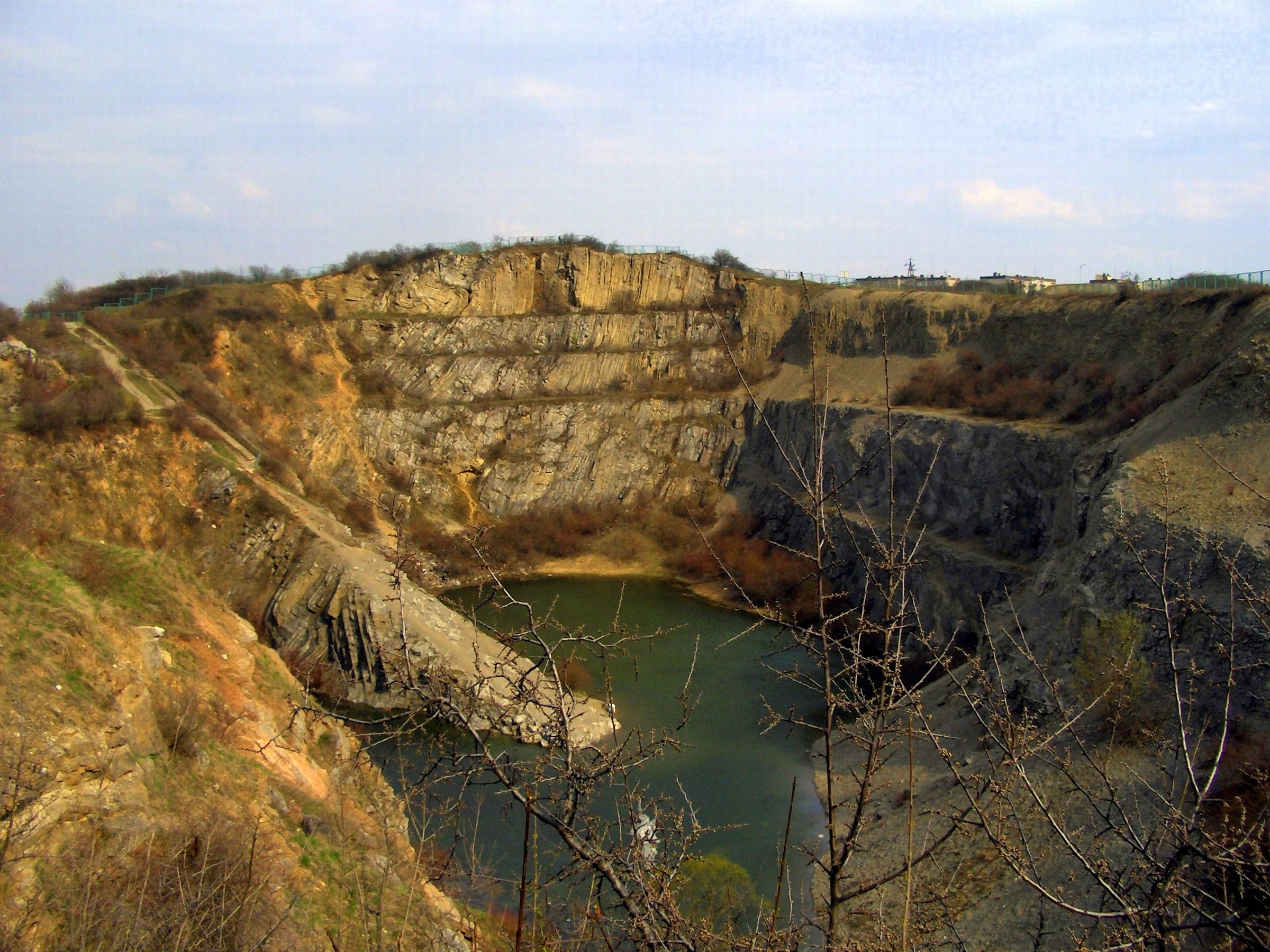
Rezerwat Przyrody Ślichowice

- Rezerwat Przyrody ŚlichowiceRezerwaty Gór Świętokrzyskich to m.in.: Jaskinia Raj, Bukowa Góra, Kamień Michniowski, Góra Miedzianka, Białe Ługi, Kręgi Kamienne, Barania Góra, Chelosiowa Jama – Jaskinia Jaworznicka, Karczówka, Kadzielnia, Skałki Piekło Pod Niekłaniem, Rezerwat Skalny im. J. Czarnockiego – Ślichowice, Góra Zelejowa, Zamczysko, Sufraganiec, Rezerwat „Cisów im. Z. Czubińskiego”, Milechowy, Biesak-Białogon, Rezerwat Barcza, Szczytniak, Małe Gołoborze, Wąwóz w Skałach, Perzowa Góra, Wietrznia, Zachełmie,
- Obszary Natura 2000 Gór Świętokrzyskich to m.in.: Ostoja Jeleniowska, Łysogóry, Lasy Cisowsko-Orłowińskie, Wzgórza Kunowskie, Ostoja Sieradowicka, Dolina Warkocza, Przełom Lubrzanki, Ostoja Wierzejska, Dolina Bobrzy, Ostoja Barcza[19]

## Pasma górskie

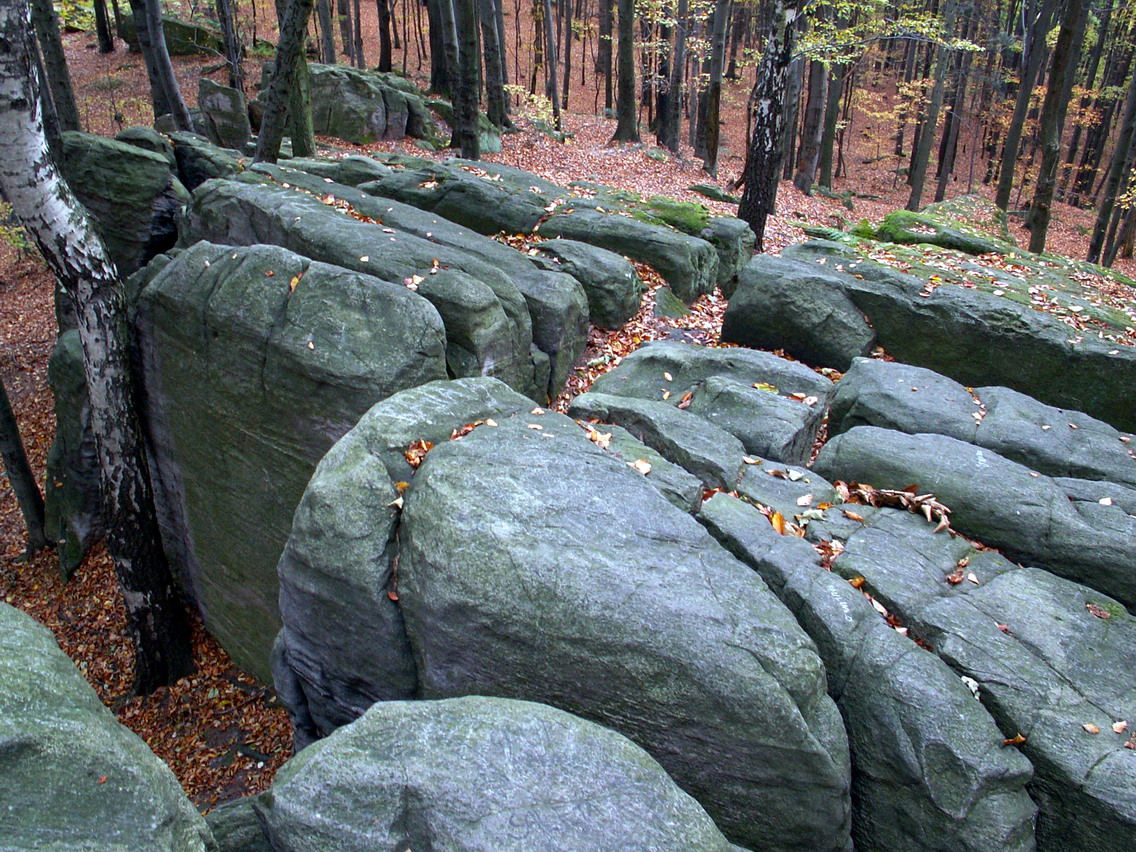
Bukowa Góra

W skład Gór Świętokrzyskich wchodzi kilkanaście równoległych pasm, ciągnących się z zachodu na wschód. Główną oś stanowi ciąg pasm o długości około 70 km, rozpoczynający się w okolicach Dobrzeszowa na zachodzie. W jego skład wchodzą od zachodu: Pasmo Dobrzeszowskie, Pasmo Oblęgorskie, Wzgórza Tumlińskie, Pasmo Masłowskie, Łysogóry oraz Pasmo Jeleniowskie, które kończy się w okolicach Opatowa. Ciąg ten pocięty jest przełomami rzek: Łosośnej, Bobrzy, Lubrzanki i Słupianki. Na południe od Łysogór znajduje się niewielkie Pasmo Bielińskie.
Na południe od pasma głównego, oddzielony od niego Padołem Kielecko-Łagowskim, położony jest ciąg, w skład którego wchodzą pasma: Zgórskie, Posłowickie, Dymińskie, Daleszyckie, Cisowskie, Brzechowskie, Orłowińskie i Wygiełzowskie. Na północ od Pasma Wygiełzowskiego znajduje się Pasmo Iwaniskie. Na południe od Pasma Orłowińskiego położone jest Pasmo Ociesęckie.
Na południowy zachód od Pasma Dymińskiego rozciągają się pasma Zelejowskie i Chęcińskie, rozdzielone Doliną Chęcińską. Na zachód od Chęcin położone są dwa niewielkie pasma: Grzywy Korzeczkowskie i Grząby Bolmińskie. Na północny wschód od Chęcin znajduje się natomiast Pasmo Bolechowickie.
Na północ od pasma głównego rozciągają się Pasmo Klonowskie, Pasmo Bostowskie oraz Pasmo Pokrzywiańskie, a dalej na północ położone jest Pasmo Sieradowickie.
Na terenie Kielc oraz w ich okolicach znajdują się: Pasmo Kadzielniańskie oraz Wzgórza Szydłówkowskie.

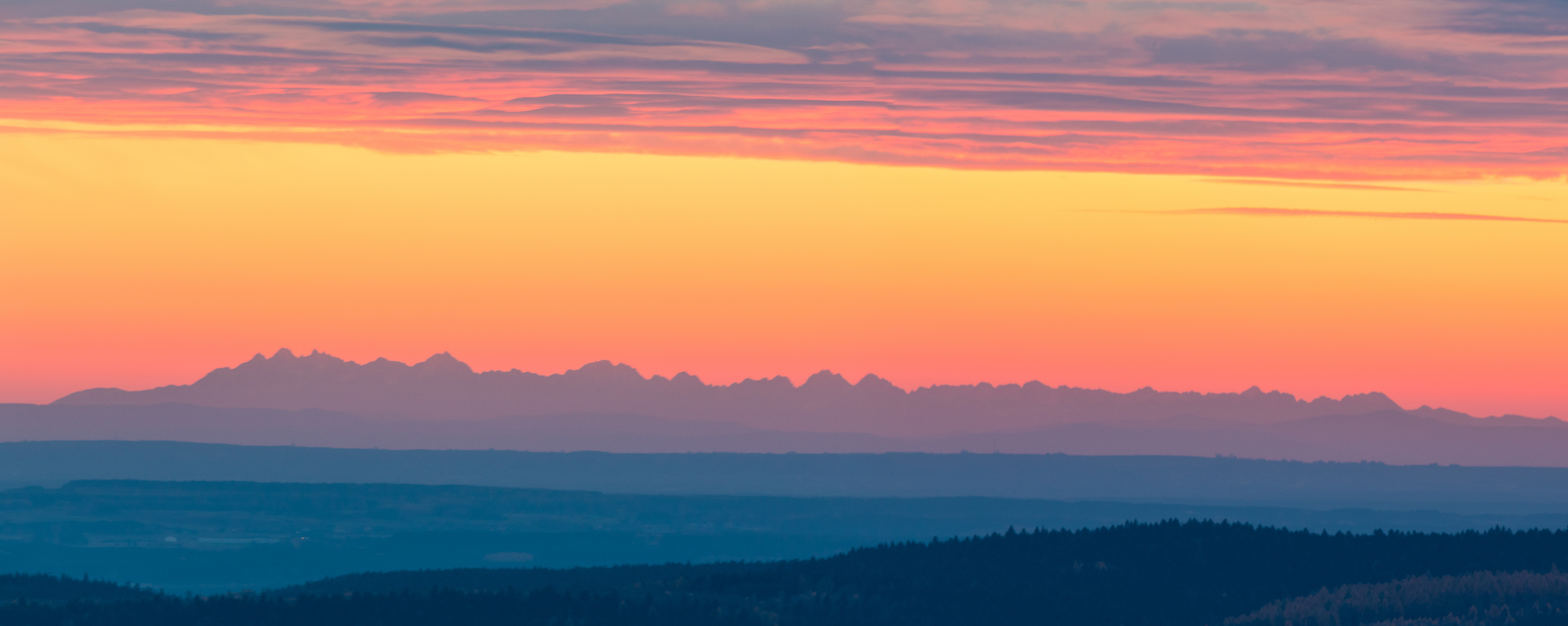
Tatry widziane ze Świętego Krzyża

## Turystyka

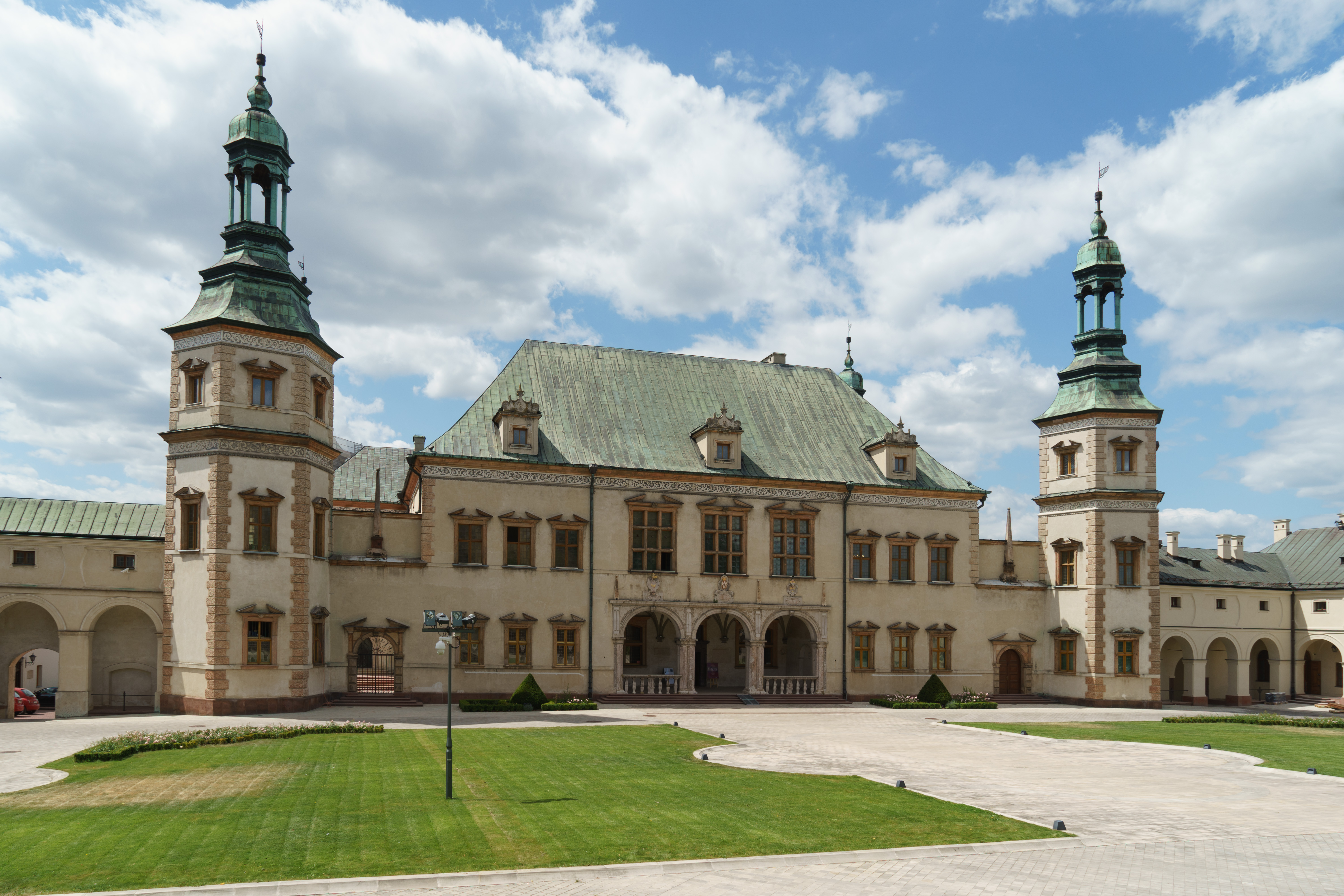
Pałac Biskupów Krakowskich w Kielcach

### Historia turystyki
Święty Krzyż od dawna przyciągał rzesze ludzi. Sława przechowywanych tu relikwii Drzewa Krzyża Świętego spowodowała, że od XIV w. na górze powstał ośrodek pątniczy o zasięgu ogólnokrajowym. Wielkie znaczenie dla propagowania i wielowiekowego utrzymywania się pielgrzymowania na Święty Krzyż miała pobożna postawa polskich władców (Władysław Jagiełło), oddziałująca przez wieki na ich rodzinę, otoczenie, duchowieństwo oraz zyskująca naśladowców w innych warstwach społecznych. Sława cudownej mocy Drzewa Krzyża Świętego i masowe pielgrzymki spowodowały, że peregrynacje religijne trwały nawet po kasacie opactwa Benedyktynów w 1819 r. W rozbudzaniu zainteresowania Górami Świętokrzyskimi przed 1795 r. niebagatelną rolę odgrywała także twórczość literacka. Już Jan Długosz w XV w., przypatrując się tutejszym krajobrazom, pozostawał pod urokiem Świętego Krzyża. W następnym stuleciu urodę okolic we fraszce „Do gór i lasów” opiewał Jan Kochanowski. Prawdziwie poetycką wizję Świętego Krzyża stworzył XVII-wieczny poeta – regionalista Wespazjan Kochowski.

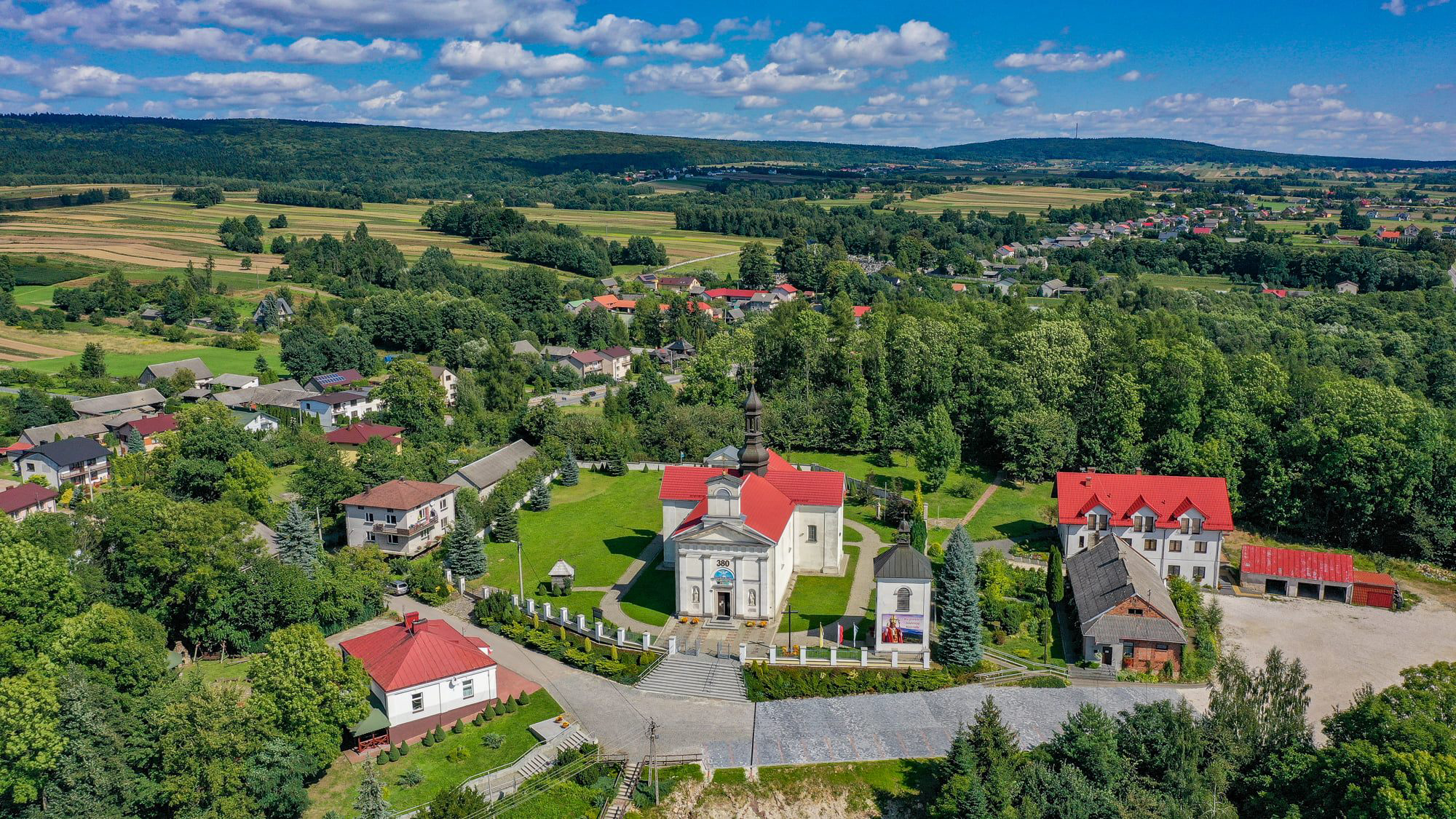
Pasmo Łysogórskie widziane z Bielin

Rozwijając swoje zainteresowania krajoznawcze wielu podróżników zwracało uwagę na różnorodne aspekty pozareligijne Łysogór. Podkreślano między innymi wątki przyrodnicze, literackie, artystyczne, historyczne, architektoniczne, etnograficzne czy społeczne. W Górach Świętokrzyskich przebywali wówczas i rozpowszechniali o nich wiadomości m.in. Adam Tadeusz Naruszewicz, Stanisław Staszic, Julian Ursyn Niemcewicz, Zorian Dołęga-Chodakowski, Kazimierz Władysław Wójcicki, Oskar Kolberg, Klementyna z Tańskich Hoffmanowa, Cyprian Kamil Norwid, Deotyma, Żegota Pauli, Wojciech Jastrzębowski, Wojciech Gerson, Napoleon Orda, Stefan Żeromski.

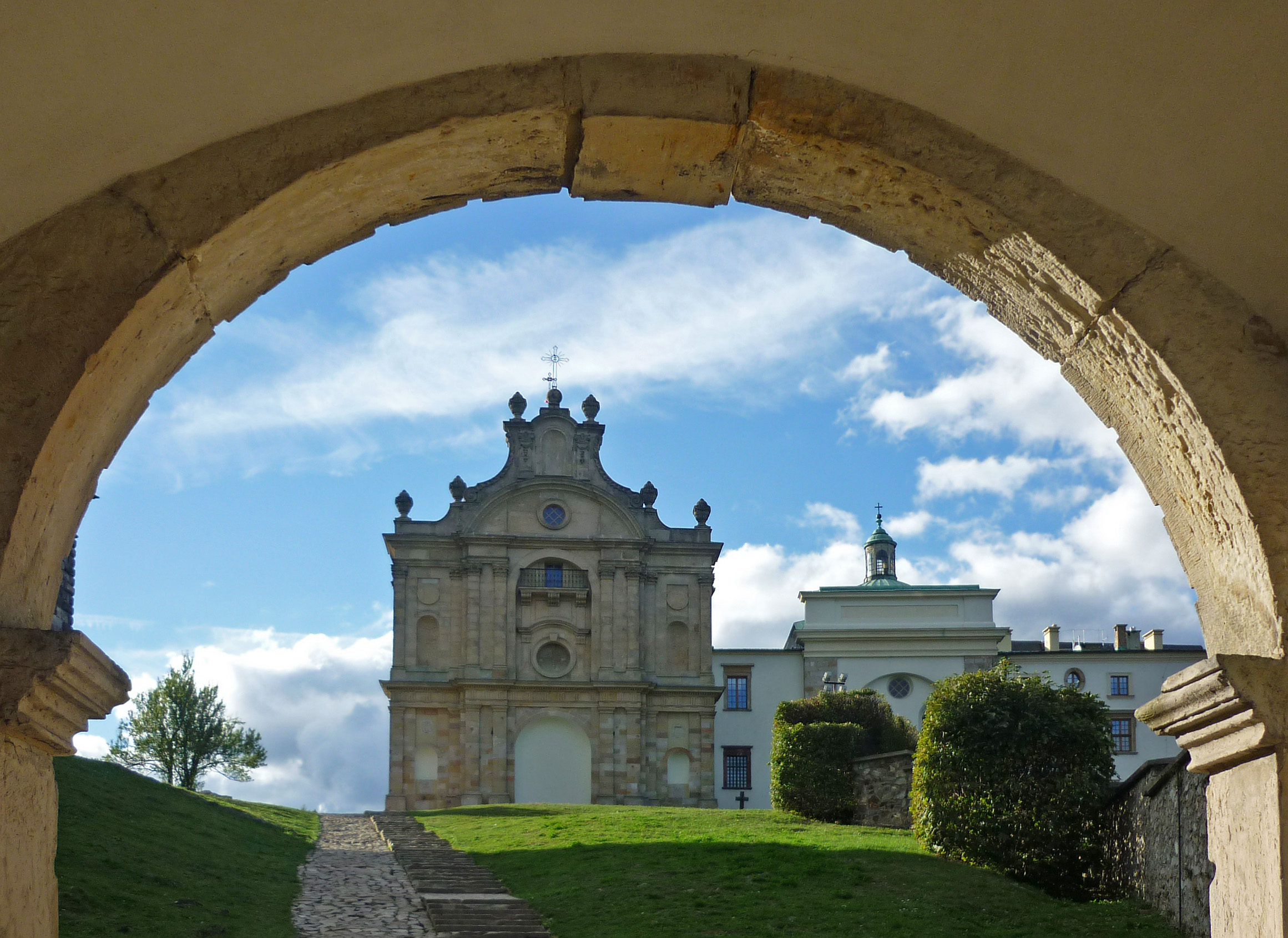
Sanktuarium na Świętym Krzyżu

Od połowy XIX w. publikowano również pierwsze prace naukowe dotyczące świętokrzyskich ssaków, ptaków, ryb i mięczaków. Stopniowo zbierano i porządkowano również informacje o tutejszej florze.
w 1900 roku został wydany pierwszy przewodnik po Górach Świętokrzyskich pt. „Wycieczki po kraju” autorstwa Aleksandra Janowskiego. 

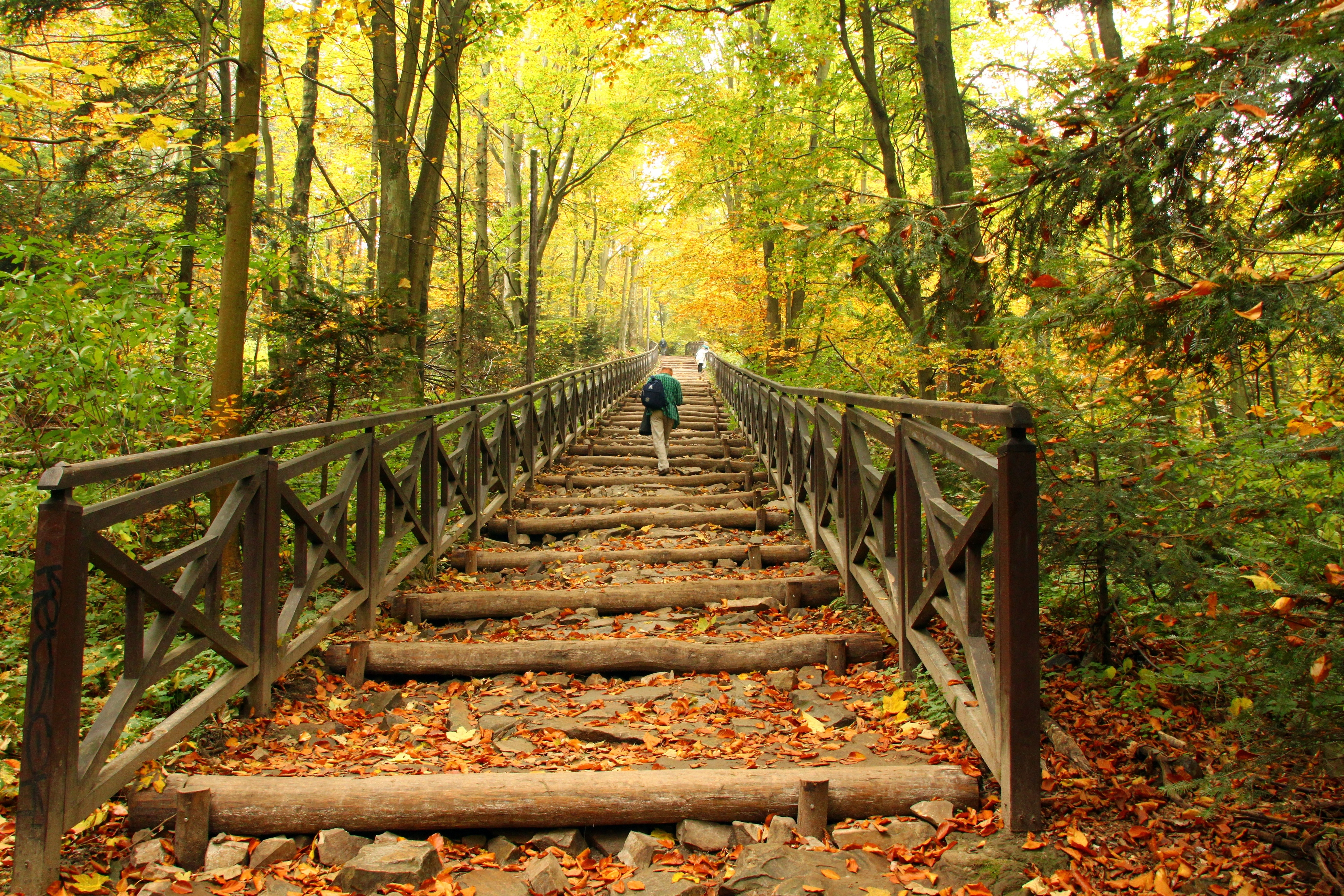
Podejście pod Łysą Górę

Nagromadzenie różnorodnych walorów w jednym, osobliwym miejscu, spowodowało, że Góry Świętokrzyskie stały się idealnym celem podróży krajoznawczych dla zorganizowanego ruchu turystycznego, który na ziemiach Królestwa Polskiego powstawał od końca XIX w. Na przykładzie Łysogór prezentowano wszystko to, czym w dobie niewoli narodowej żyli Polacy: wspomnienia o wspaniałej przeszłości kraju, jednoczącą rolę wspólnej religii, problemy i tajemnice oczekujące na wyjaśnienie, zachwyt nad ojczystą przyrodą i krajobrazem. Wyraził to najlepiej Aleksander Janowski, jeden ze współtwórców utworzonego w 1906 r. Polskiego Towarzystwa Krajoznawczego:
„Odcięci kordonem granicznym od Karpat i Tatr z Łysicy braliśmy miarę Gór. Przez całe życie pamiętam, syn mazowieckich równin, to wstrząsające wrażenie, jakie zrobił na mnie szczyt Łysicy ukryty w chmurach i ta droga przez pasmo ku Nowej Słupi (…) i te jodły obdziergane młodziutką wiosenną zielenią. I widziałem potem Alpy, Pireneje, Bałkan, Apeniny, ale to już nie było to! I widziałem Atlas, Kordyliery, Fudżi-yamę, ale to już nie było to”

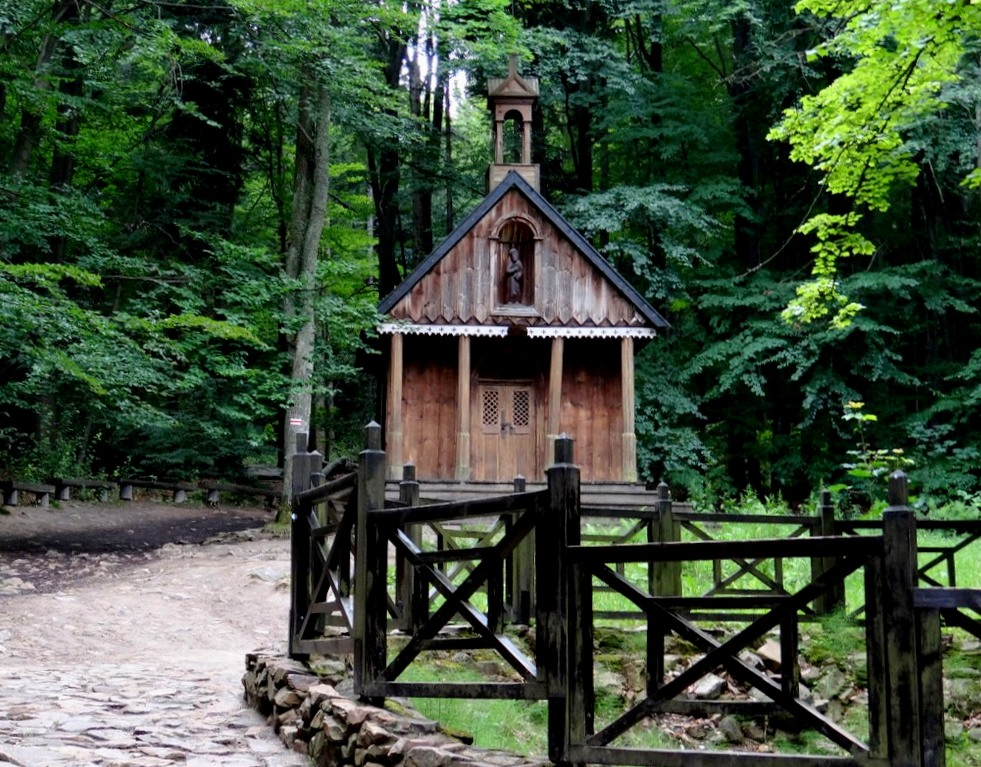
Święta Katarzyna. Kapliczka św. Franciszka

Dla popularyzacji terenu wielkie znaczenie miało w 1910 r. otwarcie w Świętej Katarzynie pierwszego schroniska turystycznego w Królestwie Polskim. Po raz pierwszy sprawę utworzenia w Górach Świętokrzyskich rezerwatu, omawiano w 1909 r. na XVI Zjeździe Przyrodników i Lekarzy w Moskwie. Na podkreślenie zasługuje fakt, iż w tym samym czasie rosyjski badacz S. Ganieszyn w pracy zawierającej opis geograficzny i botaniczny centralnej części pasma „kielecko-sandomierskiego” proponował objęcie grzbietu Łysogór oraz Bukowej Góry zakazem użytkowania i przeznaczenie ich dla celów naukowych.                                                                                               

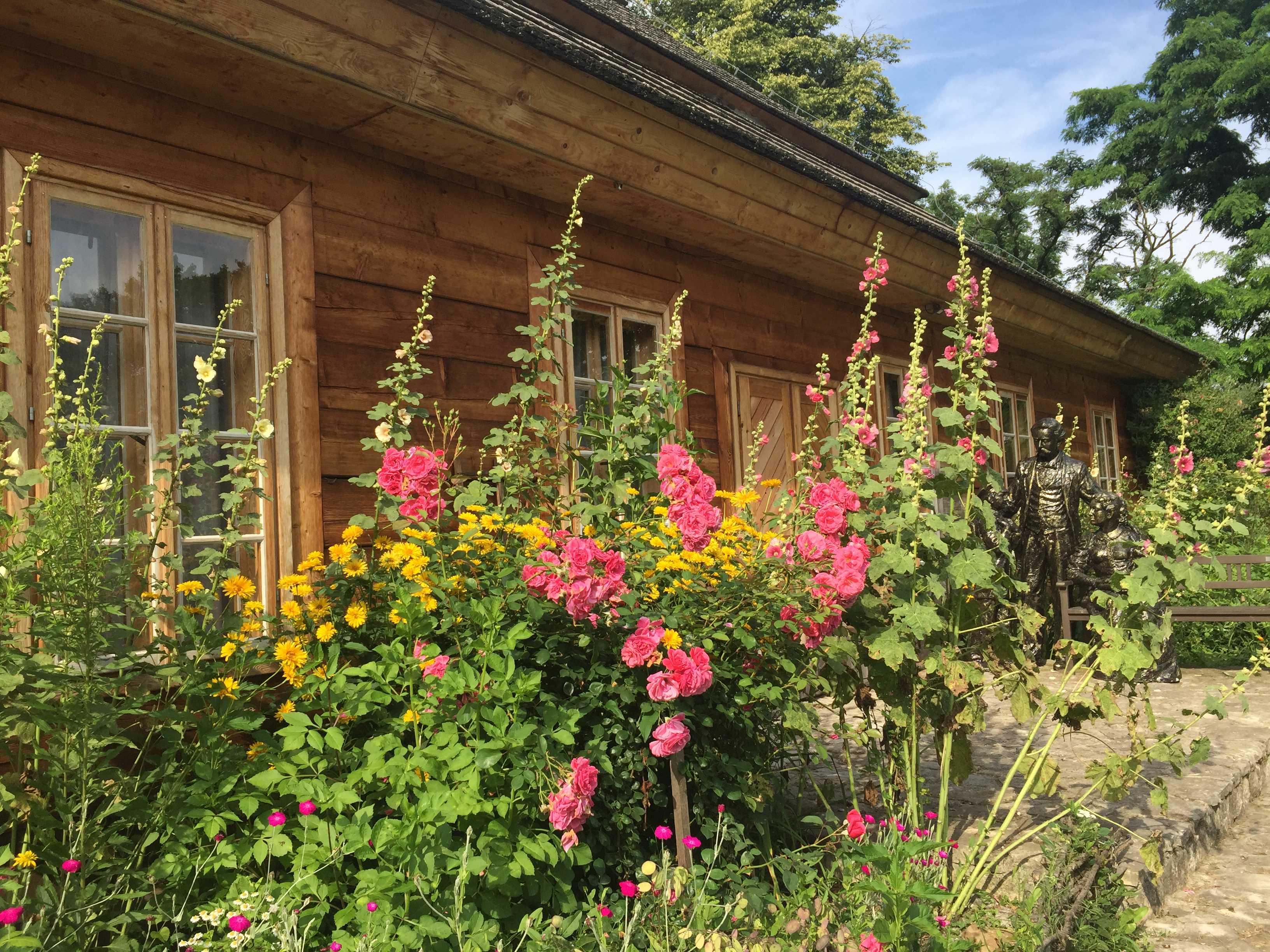
Ciekoty, dwór rodzinny Żeromskich

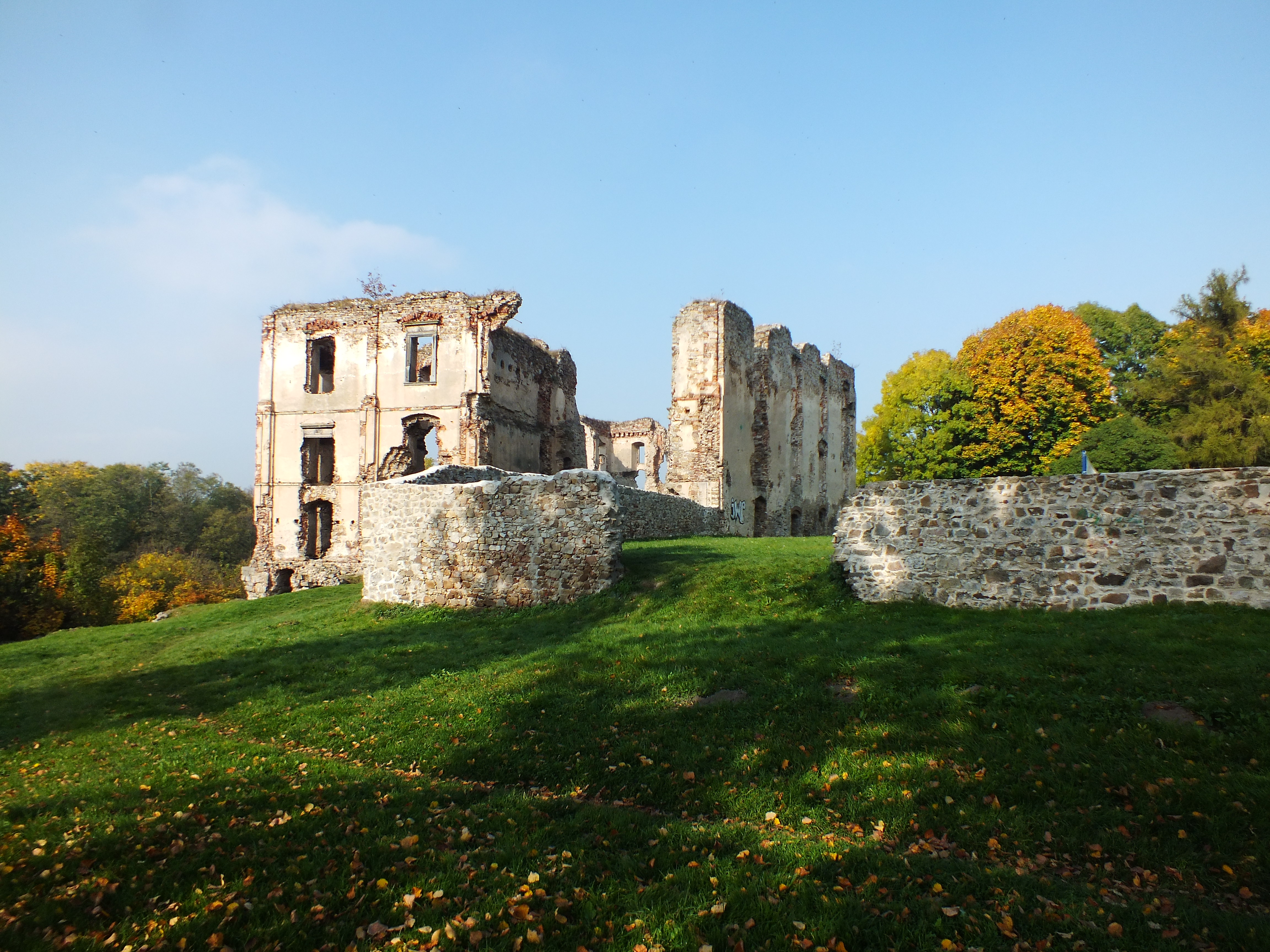
Ruiny Zamku w Bodzentynie

Po odzyskaniu przez Polskę niepodległości, w 1918 r. PTK powołało Komisję Ochrony Zabytków Przyrody, która zajęła się m.in. ochroną Puszczy Jodłowej. Efektem działań towarzystwa było utworzenie w 1921 r. na Chełmowej Górze pierwszego rezerwatu. Uzyskał on status ścisłego rezerwatu przyrody, a głównym celem była ochrona modrzewia polskiego. Niedługo potem powołano kolejne rezerwaty: na Miejskiej Górze nad Bodzentynem oraz na Łysej Górze i Łysicy, w celu ochrony Puszczy Jodłowej- unikalnego w skali światowej drzewostanu jodłowego i jodłowo-bukowego oraz charakterystycznych gołoborzy (rumowisk skalnych) przed ingerencją człowieka (Park Narodowy, łączący istniejące rezerwaty, oficjalnie powołano 1 maja 1950 roku). Stefan Żeromski w wydanej w 1925 r. „Puszczy Jodłowej” pisał:                                                    
„Puszcza królewska, książęca, biskupia, świętokrzyska, chłopska ma zostać na wieki wieków, jako las nietykalny, siedlisko bożyszcz starych, po których święty jeleń chodzi, – jako ucieczka anachoretów, wielki oddech ziemi i pieśń wieczności. Puszcza jest niczyja, nie moja, ani twoja, ani nasza, jeno, Boża, Święta”
Sława pisarza i oddziaływanie poematu były tak wielkie, że zainteresowanie walorami przyrodniczymi Gór Świętokrzyskich ogarnęło ogromną część społeczeństwa, zaś odkrycia geologiczne na tym terenie spowodowały, że do dziś Góry Świętokrzyskie są wielką „mekką geologów’.

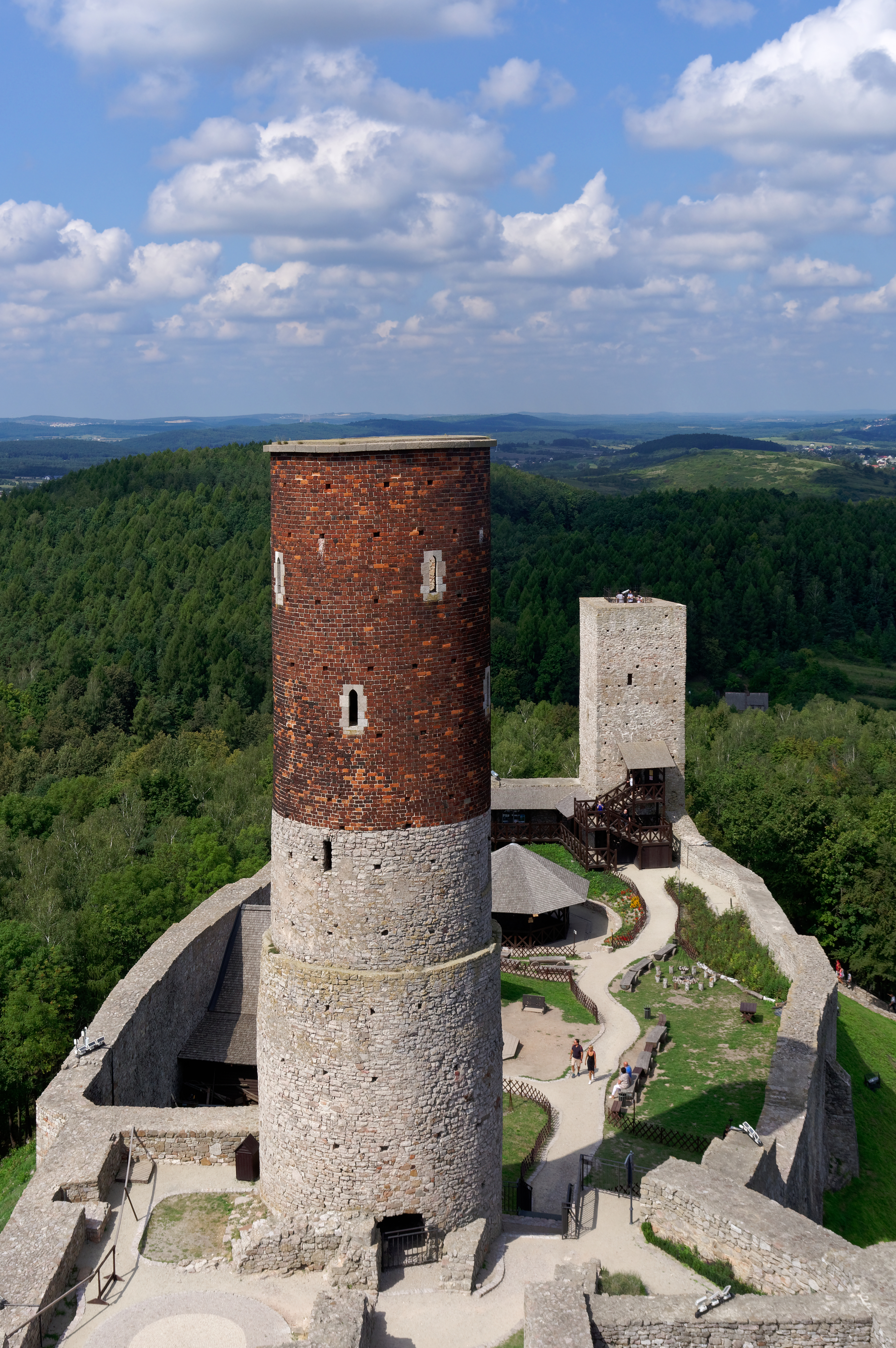
Zamek w Chęcinach

W poł. lat 20. XX w. Oddział Kielecki PTK uruchomił następne schroniska turystyczne na terenie Łysogór: jedno w Kielcach, dwa w rejonie przełomu Lubrzanki pod Radostową i kolejne w Świętej Katarzynie w willi dziennikarza Alfonsa Dziaczkowskiego.
W roku 1926 przewodniczący sekcji PTK w Kielcach Edmund Massalski wraz z Kazimierzem Kaznowskim, wyznaczyli pierwszy szlak turystyczny w krainie świętokrzyskiej, prowadzący z Kielc do Nowej Słupi. Później został on przedłużony do Sandomierza. Znakiem szlaku był pasek czerwony pomiędzy dwoma białymi. W roku 1927 Oddział Ostrowiecki PTK wydał mapę „Świętokrzyskie Szlaki Turystyczne” w podziale 1:200 000, którą to opracował inż. T. Rekwirowicz. W drugim wydaniu wymienionej mapy z roku 1936 widać już szereg nowych szlaków wyznaczonych w terenie. Znajdziemy tam szlaki z Kielc do Chęcin i dalej do przystanku kolejowego Rykoszyn oraz ze Św. Katarzyny przez Bodzentyn do Wąchocka. Szlaki turystyczne Gór Świętokrzyskich noszą w większości przypadków imiona ludzi, którzy włożyli największy wkład w propagowanie turystyki oraz krajoznawstwa regionu. Do grona „Wielkich Nauczycieli” zalicza się patronów szlaków: Edmunda Massalskiego, Edwarda Wołoszyna, Martę Hubicką, Edmunda Padechowicza, Sylwestra Kowalczewskiego, Juliusza Brauna, Henryka Orlińskiego, Stanisława Jeżewskiego, Jerzego Głowackiego, Stanisława Malanowicza, ks. Hieronima Konarskiego, Wacława Żelichowskiego.
Po II wojnie światowej powstał najdłuższy ciąg wycieczkowy pomiędzy Kuźniakami a Gołoszycami oznaczony w całości kolorem czerwonym (Główny Szlak Świętokrzyski). W późniejszym czasie dokonano jeszcze pewnych zmian w przebiegu szlaku ze względu na zaostrzenie przepisów ochrony przyrody (utworzenie Świętokrzyskiego Parku Narodowego) oraz rozwój sieci drogowej i kopalń, m.in. zlikwidowano przejście z Obożnej Drogi przez Górę Masłowską i Wiśniówkę, a wprowadzono wariant przez Białą Górę i Koszarkę. Zamknięto przejście przez Park Narodowy od kaplicy Św. Mikołaja do Przełęczy Huckiej, a wprowadzono obejście przez Kakonin, Bieliny (Podlesie) i Podłysicę.

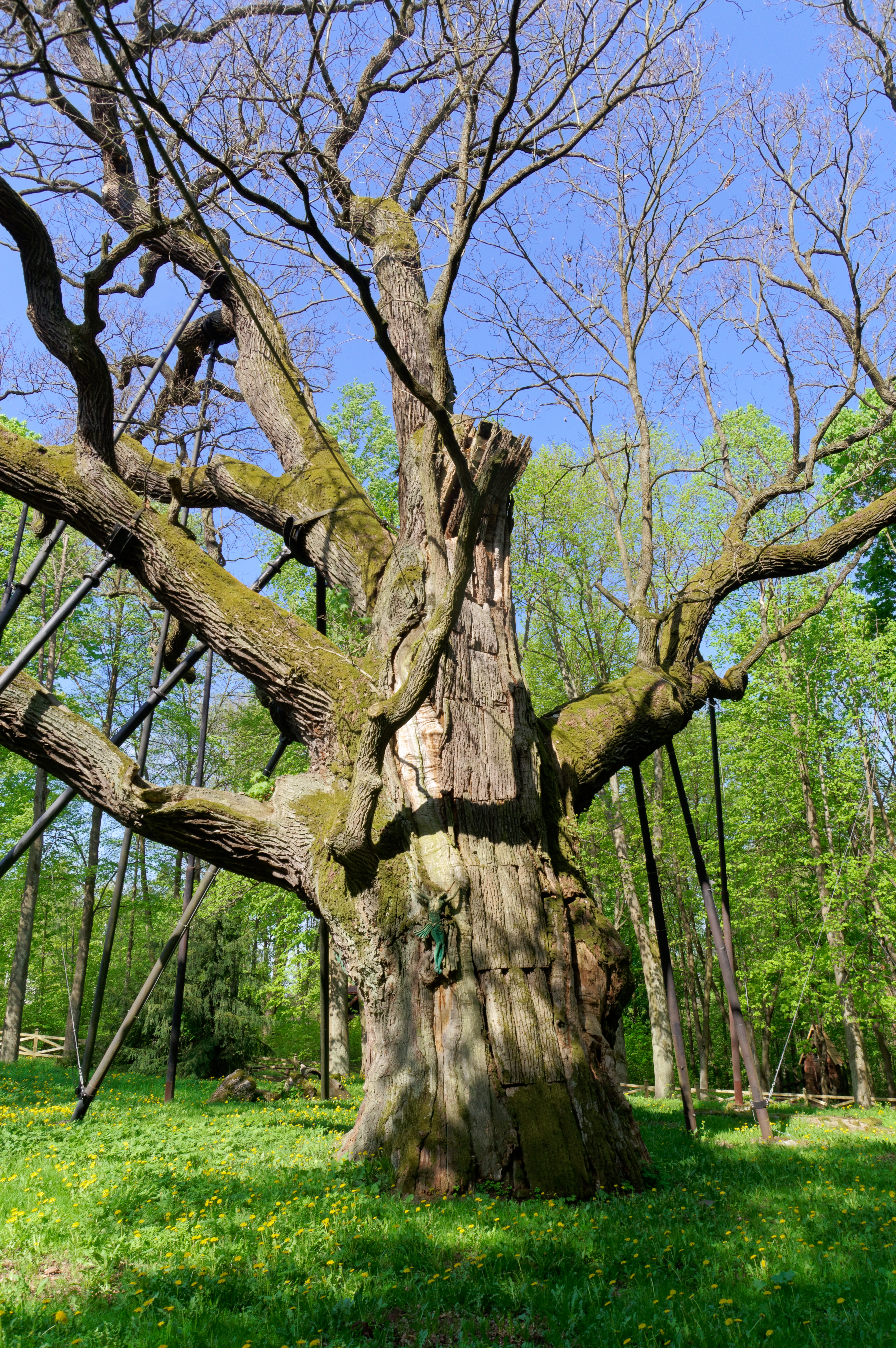
Dąb Bartek w Zagnańsku

### Szlaki turystyczne Gór Świętokrzyskich[26]
Główny Szlak Świętokrzyski: Gołoszyce – Święty Krzyż – Przełęcz Hucka – Bieliny (Podlesie) – Kakonin – Łysica – Święta Katarzyna – Wymyślona – Radostowa – Klonówka – Domaniówka – Sosnowica – Tumlin – Kamień Miedzianogórski – Ciosowa – Sieniewska – Perzowa – Kuźniaki
 Chęciny – Góra Zelejowa – Zelejowa – Czerwona Góra – Jaskinia Raj – Zgórskie Góry – Zalesie – Białogon – Brusznia – Karczówka
 Wał Małacentowski – Lechówek – Duża Skała – Bieliny – Podlesie – Kakonin – Przełęcz św. Mikołaja
 Chęciny – jaskinia „Piekło” – Słowik – Biesak – Pierścienica – Telegraf – Zalasna – Otrocz – Sikorza – Daleszyce – Stołowa – Widełki – Góra Zamczysko – Sędek – Łagów
 Berezów – Michniów – Kamień Michniowski – Suchedniów
 Wąchock – Rataje – Polana Langiewicza – Wykus – Sieradowice – Bodzentyn – Góra Miejska – Święta Katarzyna – Krajno-Zagórze – Ciekoty – Ameliówka – Mąchocice – Cedzyna
 Tarłów – Święty Krzyż na odcinku: Grzegorzowice – dwór Stara Słupia – Nowa Słupia – Łysa Góra (Święty Krzyż)
 Łagów – Płucki – Wał Małacentowski – Kobyla Góra – Wólka Milanowska – Nowa Słupia
 „Śladem kolejki wąskotorowej”: Nowa Słupia – Nieczynny Kamieniołom – Rampa Hucisko – Słupski Weksel – Święta Katarzyna
 Chęciny – Brzeziny – Morawica – Borków – Rezerwat Słopiec – Daleszyce
 Bliżyn – pomnik przyrody „Piekło Dalejowskie” – pomnik przyrody „Brama Piekielna” – rezerwat „Dalejów” – Świnia Góra – Dąb „Bartek” MPK – Zagnańsk
 Wierna Rzeka – Zajączków – Góra Miedzianka – Miedzianka – Grząby Bolmińskie – Jedlnica – Grzywy Korzeczkowskie – Góra Zamkowa – Chęciny

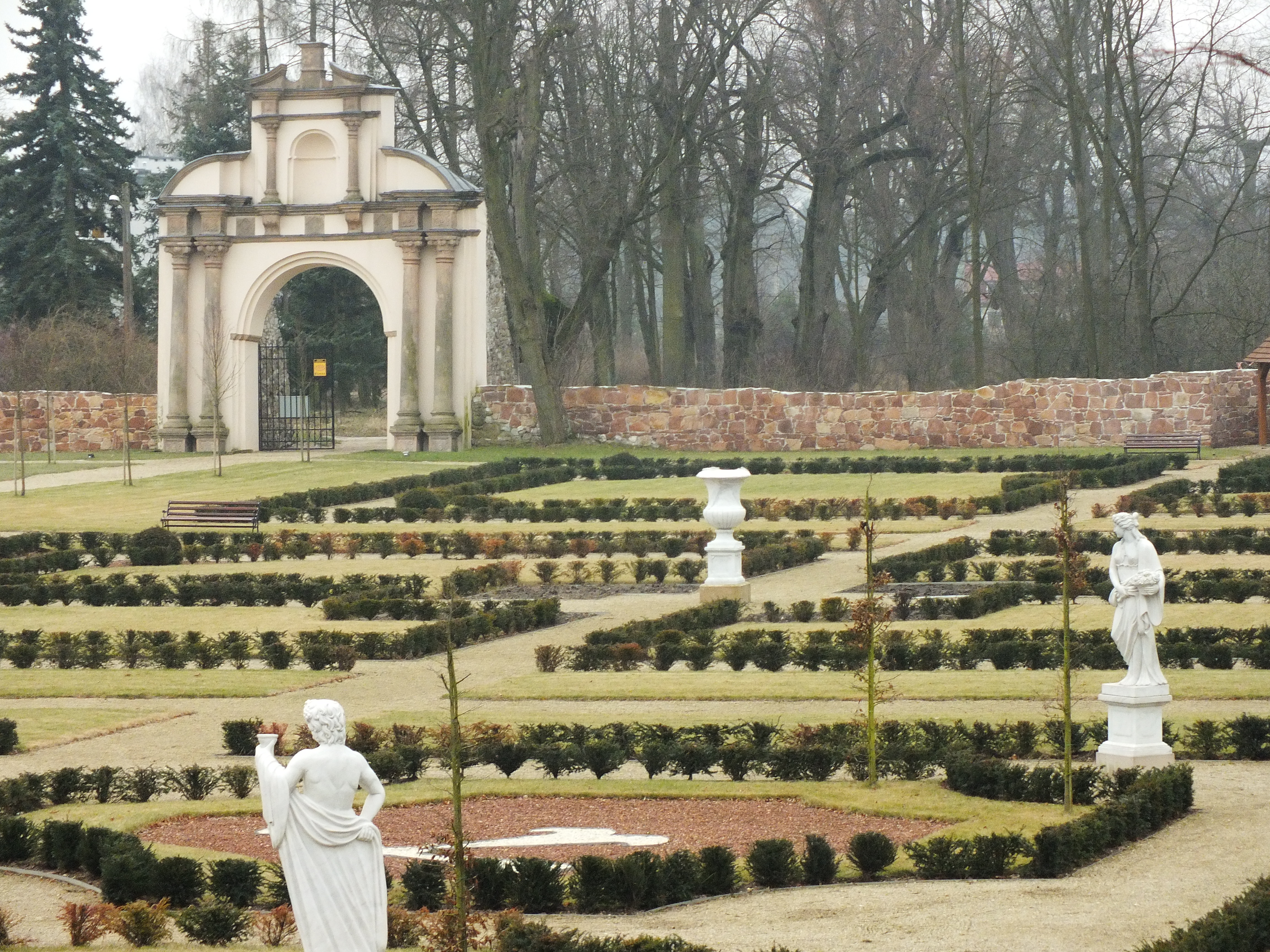
Brama Sobieskiego z XVII wieku w Podzamczu Chęcińskim

 Barcza – Góra Barcza – Klonów – Bukowa
 Szydłów – Widełki na odcinku: Raków – Jaźwina – Igrzyczna – Widełki
 Nowa Słupia – Góra Chełmowa – Pokrzywianka – Grzegorzowice – Wałsnów – Skoszyn – Szczytniak
 Kielce, ul. Szczepaniaka – Pierścienica
 Oblęgorek – Oblęgorek Muzeum – Barania Góra